# Giraffen
Die Giraffen (Giraffa), bundesdeutsches und Schweizer Hochdeutsch: [ɡiˈrafə] ⓘ, österreichisches Hochdeutsch: [ʒiˈrafɛ] (von arabisch جرافة ǧurāfa, vgl. Standardarabisch زرافة zarāfa, zurāfa), sind eine Gattung der  Säugetiere aus der Ordnung der Paarhufer. Ursprünglich wurde ihr mit Giraffa camelopardalis und der Trivialbezeichnung „Giraffe“ nur eine einzige Art zugewiesen. Molekulargenetische Untersuchungen aus den Jahren 2016 und 2020 zeigen jedoch, dass die Gattung wenigstens drei Arten mit zehn eigenständigen Populationen (davon eine schon ausgestorben) umfasst. Die Giraffen stellen die höchsten landlebenden Tiere der Welt. Zur Unterscheidung vom verwandten Okapi (sogenannte „Waldgiraffe“) werden sie auch als Steppengiraffen bezeichnet.

## Merkmale

### Körperbau

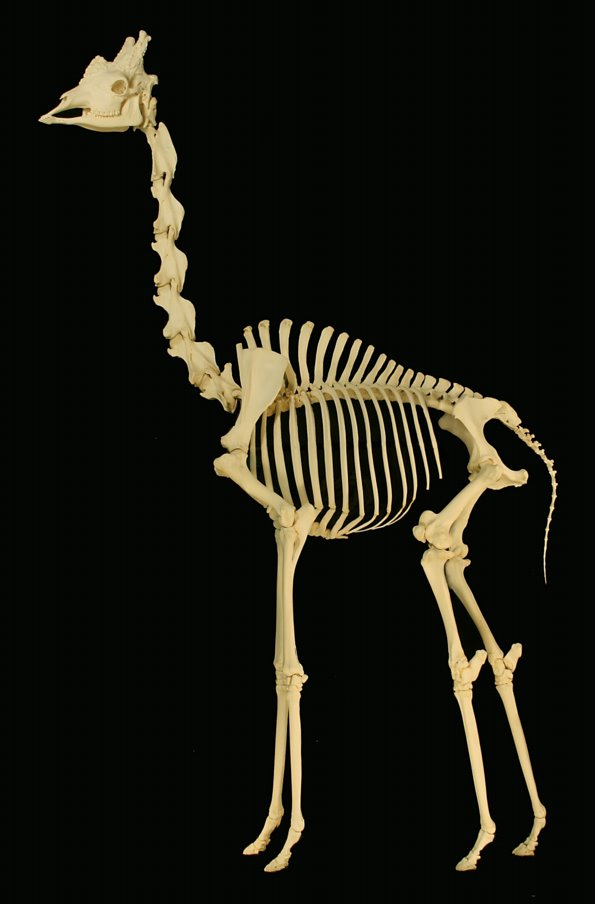
Giraffenskelett

Männchen (Bullen) werden bis zu 6 Meter hoch und wiegen durchschnittlich rund 1600 Kilogramm. Weibchen (Kühe) werden bis zu 4,5 Meter hoch und wiegen etwa 830 Kilogramm bei einer Schulterhöhe zwischen 2 und 3,5 Meter.

#### Hals

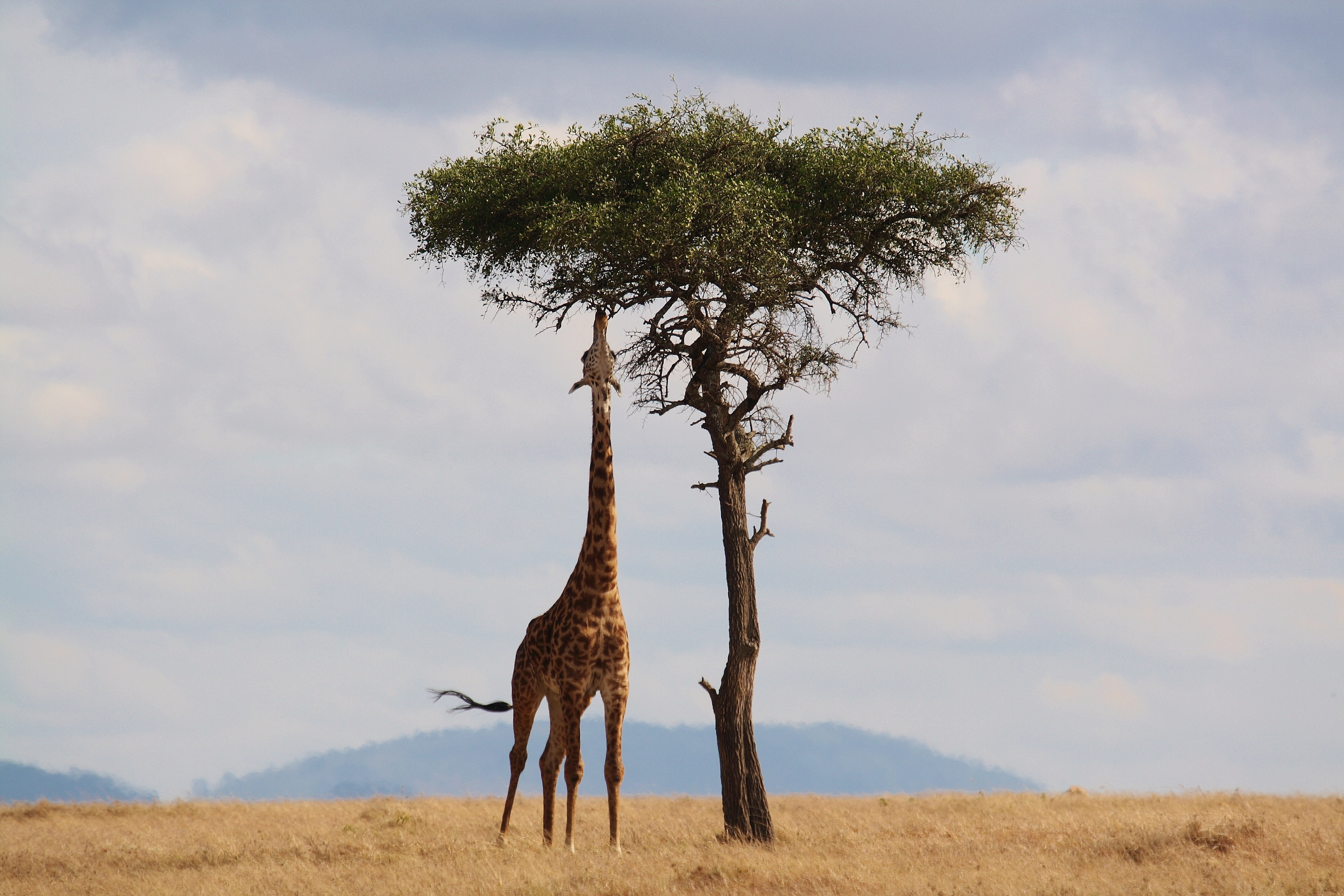
Giraffe kommt an die höchsten Blätter eines Baumes

Der Hals der Giraffen ist außergewöhnlich lang. Wie bei fast allen Säugetieren besteht die Halswirbelsäule gleichwohl aus nur sieben Halswirbeln, die aber stark verlängert sind. Zusätzlich ähnelt der erste Brustwirbel einem Halswirbel, so dass der Hals funktional aus acht Wirbeln besteht. Dies hat auch zur Folge, dass einzelne Weichteilbildungen etwas weiter hinten ansetzen als bei den meisten Säugetieren, etwa der Plexus brachialis und Musculus longus colli. Der Hals wird von einer einzigen, sehr starken Sehne in einem Winkel von etwa 55° gehalten. Die Sehne verläuft vom Hinterkopf der Giraffe bis zum Steiß und ist für den „Höcker“ zwischen Hals und Körper verantwortlich. Der Ruhezustand hält Hals und Kopf in der aufrechten Position; um den Kopf nach unten zu bewegen, z. B. zum Trinken, muss die Giraffe Muskelarbeit aufbringen.
Die ersten Versuche, den langen Hals der Giraffe zu erklären, unternahm 1809 Jean-Baptiste Lamarck, der postulierte, dass die Verlängerung zustande kam, weil die Giraffen ständig ihren Hals recken, um auch das höchstgewachsene verfügbare Laub zu fressen. Charles Darwin postulierte, dass die Halsverlängerung durch die Vererbung dieses Merkmals erfolgte, und dass die Giraffen überleben und sich vermehren konnten, da sie sich von der höher wachsenden Vegetation ernähren konnten, wenn sie knapp und für andere Pflanzenfresser mit kurzem Hals nicht erreichbar war. Keiner der Autoren erklärte jedoch, warum nur Giraffen diese Möglichkeit nutzten. Darwins Ansicht ist auch heute noch die beliebteste. Da männliche Giraffen mit ihren muskulösen Hälsen um die Weibchen kämpfen, wird auch angenommen, dass die größte Giraffe mit dem längsten Hals am erfolgreichsten ist und ihre Eigenschaften am wahrscheinlichsten an die nächste Generation weitergibt. Giraffenkühe kämpfen zwar auch, wenn auch nur selten, und wenn sie es tun, dann nur mit Bullen. Die Argumente für die Selektion langer Hälse durch ein derartiges Kampfverhalten werden häufig als schwach eingestuft, da es keine großen Unterschiede zwischen männlichen und weiblichen Giraffenhälsen im Verhältnis zur Körpergröße gibt. Als unterstützend für diese Annahme lassen sich aber einzelne Fossilformen im weiteren Verwandtschaftsumfeld der Giraffen wie etwa Discokeryx heranziehen. Diese bildeten massive Halswirbel heraus und wiesen Schädel mit verdickter Stirnplatte auf, was als Anpassung an Rivalenkämpfe gedeutet wird und wodurch einzelne Entwicklungen bei den Giraffen vorweggenommen sind. Das einzigartige Fellmuster der Giraffe hilft darüber hinaus bei der Thermoregulation, aber auch die aus dem langen Hals resultierende Körperflächenvergrößerung kann nicht allein als Selektion für die Halsstreckung gelten, da in Bezug auf die Thermoregulation die meisten großen Huftiere evolutionär eher an Körpervolumen insgesamt als an Höhe zugenommen haben, um dies zu erreichen. Plausibel scheint noch, dass die langen Hälse den Giraffen ein erweitertes Blickfeld eröffnen, was ihnen ein besseres Erkunden ihrer Umgebung nach Nahrungsquellen, Verteilung und Nähe von Artgenossen sowie potenziellen Prädatoren in der offenen Savanne ermöglicht.

#### Haarkleid

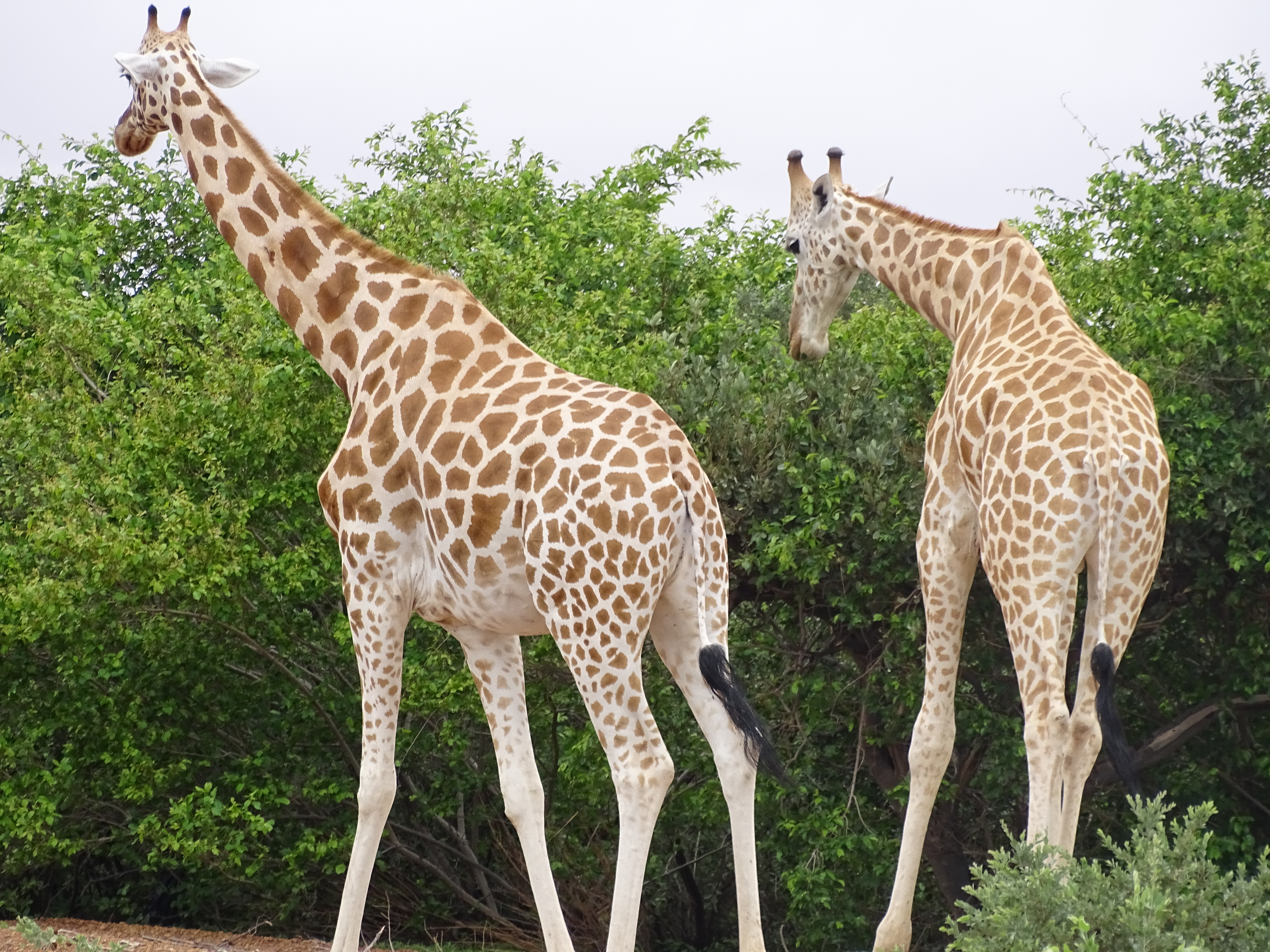
Zwei westafrikanische Giraffen mit typisch hellem Fellmuster

Das Muster des Haarkleids besteht aus dunklen Flecken, die sich von der helleren Grundfarbe abheben. Je nach Art variieren Form und Farbe der Flecken. Die Unterseite der Tiere ist hell und ungefleckt. Die Flecken dienen der Tarnung und der Regulierung der Körpertemperatur. Im Unterhautgewebe verläuft um jeden Fleck eine ringförmige Arterie, die Äste in den Fleck hinein aussendet. Über eine stärkere Durchblutung kann die Giraffe so mehr Körperwärme abgeben. Im Bereich der Flecken ist die Haut zudem durchschnittlich dicker und enthält im Vergleich zu anderen Körperpartien größere Schweißdrüsen. Messungen ergaben, dass die Oberflächentemperatur der Flecken niedriger liegt als in den umgebenden Arealen. Insgesamt kommt den Flecken somit eine thermoregulierende Funktion zu. Daneben haben sie aber auch eine signalisierende Wirkung. Vor allem bei männlichen Giraffen werden die Flecken mit zunehmendem Alter dunkler. Dies geschieht jedoch nicht bei allen Individuen im gleichen Maß oder in der gleichen Intensität, so dass hellere und dunklere Tiere in derselben Altersklasse auftreten. Nach Untersuchungen an Tieren aus dem Etosha-Nationalpark sind dunklere Altbullen häufig einzelgängerisch und zeichnen sich durch ein dominantes Auftreten gegenüber Geschlechtsgenossen bei der Fortpflanzung aus. Gleichalte hellere Individuen führen dagegen häufig ein Leben im Verband und sind weniger dominant, was zu geringeren Erfolgen in der Verpaarung mit Kühen führt. Demnach gibt die Fellfarbe den sozialen Status eines Individuums wieder. Extrem selten werden Giraffen ohne Fleckenmuster geboren; die Fellfarbe entspricht dann weitgehend der der dunklen Flecken bei normalfarbigen Giraffen, auch an den Beinen. Dies war 1972 in Japan und 2023 in den USA der Fall.
Der Geruch des Haarkleids ist für den Menschen unangenehm. Giraffenbullen riechen stärker als -kühe. An Fäkalien erinnern speziell die Stoffe Indol und Skatol, darüber hinaus finden sich Octan, Benzaldehyd, Heptanal, Octanal, Nonanal, p-Kresol, Tetradecan- und Hexadecansäure im Fell. Die meisten dieser Verbindungen hemmen das Wachstum von Bakterien oder Pilzen, wie sie auf der Haut von Säugetieren vorkommen. Der Gehalt von p-Kresol im Giraffenhaar ist ausreichend, um Zecken abzuschrecken.

#### Kopf

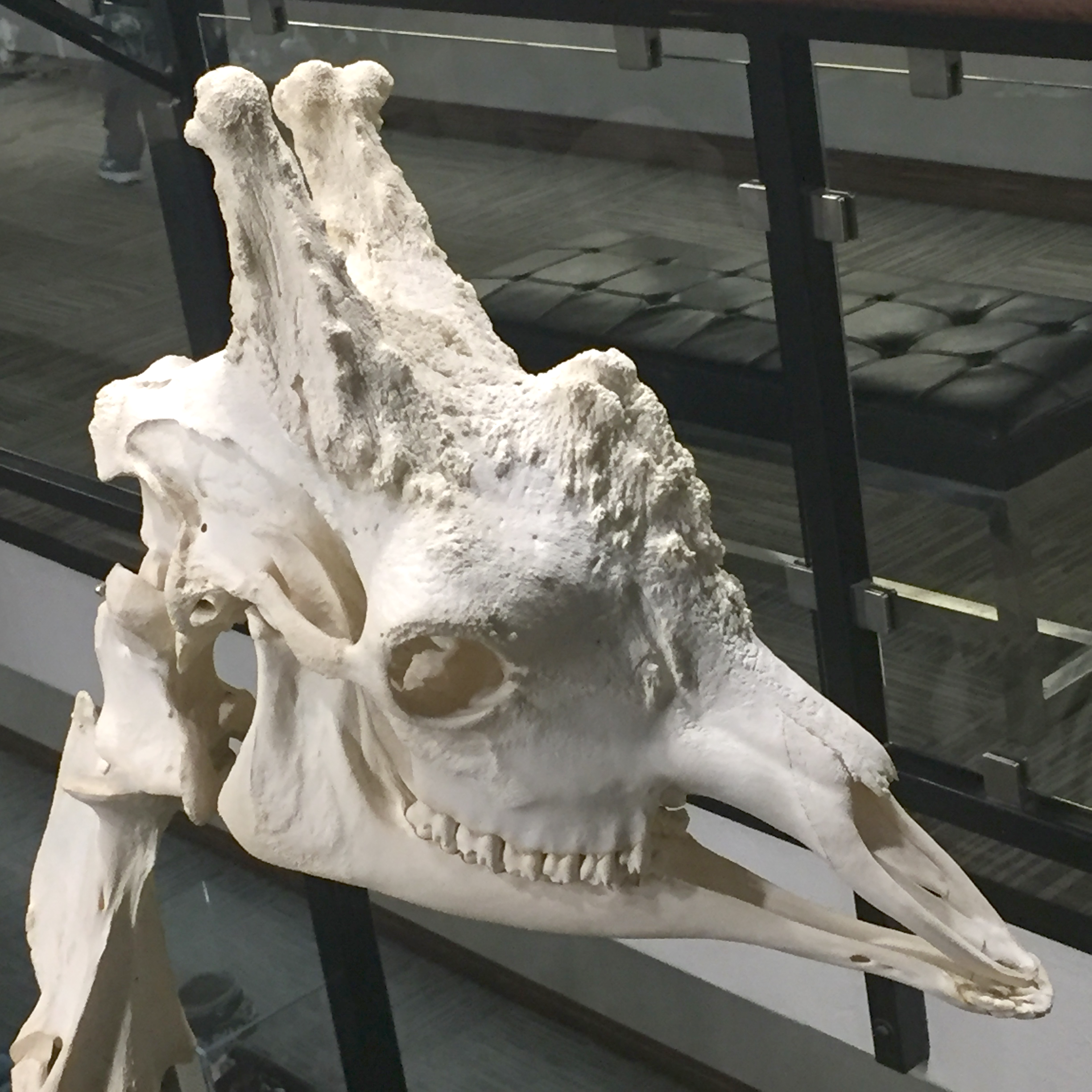
Schädel eines Giraffenbullen

Der Schädel der Giraffenbullen ist viel robuster und schwerer als der weibliche Schädel; er wiegt mit ca. 9,9 kg fast drei Mal soviel wie jener der Kühe (ca. 3,5 kg), vermutlich weil die Männchen ihren Kopf beim Kämpfen als Waffe einsetzen. Bei älteren Bullen kann sich daher eine raue und schuppen- oder warzenartige Exostose, eine Art knöcherne Abdeckung der Schädeldecke, als Folge der jahrelangen Kämpfe und zum Schutz des Kopfes bilden.

#### Ossicon

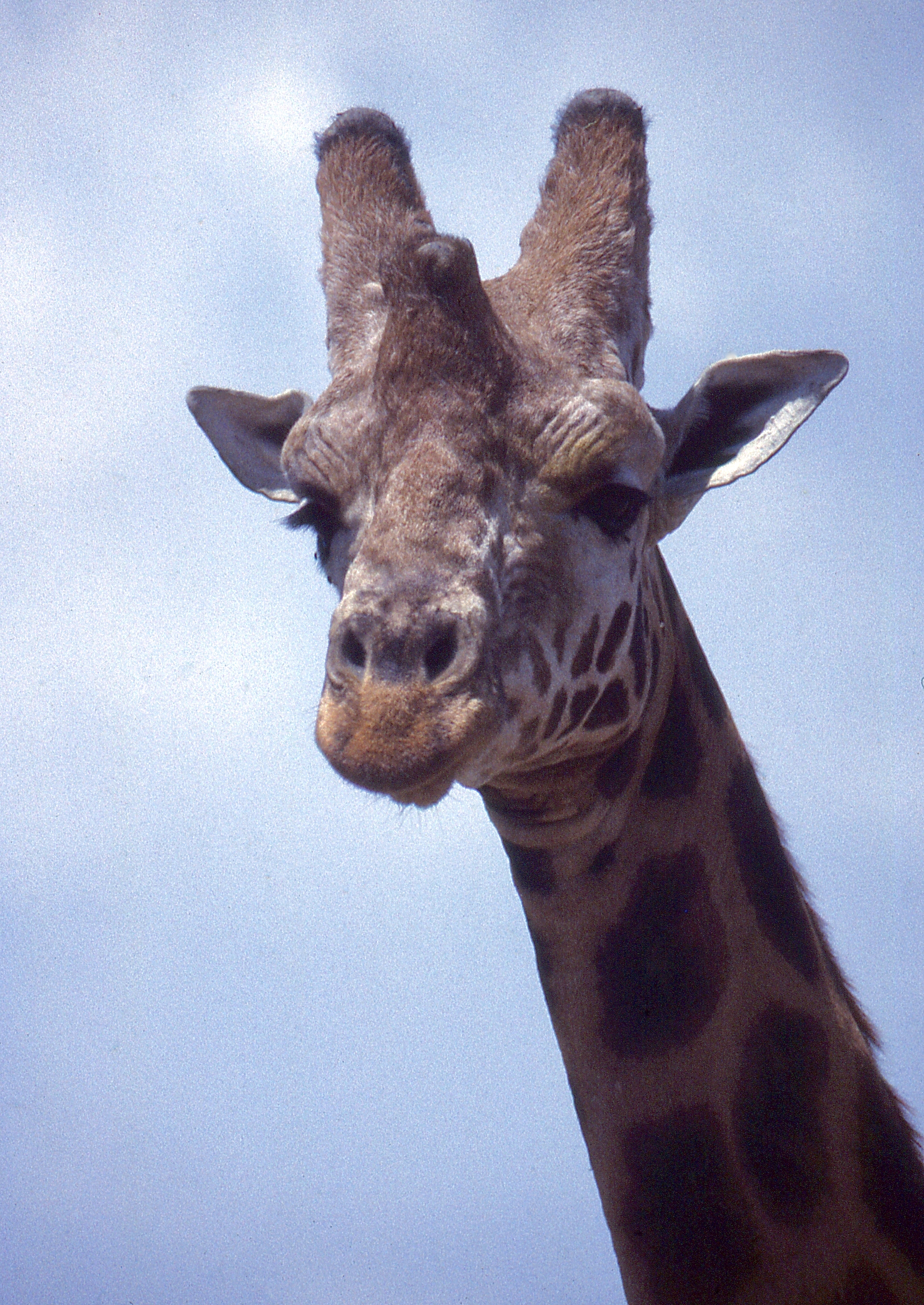
Rothschild-Giraffenbulle mit Horn auf der Stirn (Giraffa camelopardalis rothschildi)

Die Knochenauswüchse auf den Köpfen der Giraffen werden Ossicone genannt.
Zwei der zapfenartigen Hörner sitzen bei beiden Geschlechtern dem Kopf auf. Nur den Rothschild-Giraffen wächst dahinter ein weiteres Hornpaar und zudem ein knochiger Höcker zwischen den Augen, der ähnlich wie die Hörner strukturiert ist.
Einige Autoren vermuten, dass die Hörner der Giraffe aus Gründen der Thermoregulation mit vaskularisierter Haut  bedeckt sind, die dem Sommer-Geweih der Hirsche entsprechen; Wärme kann vom Körper an die Luft abgegeben werden, wodurch das Tier sich abkühlt.

#### Maul

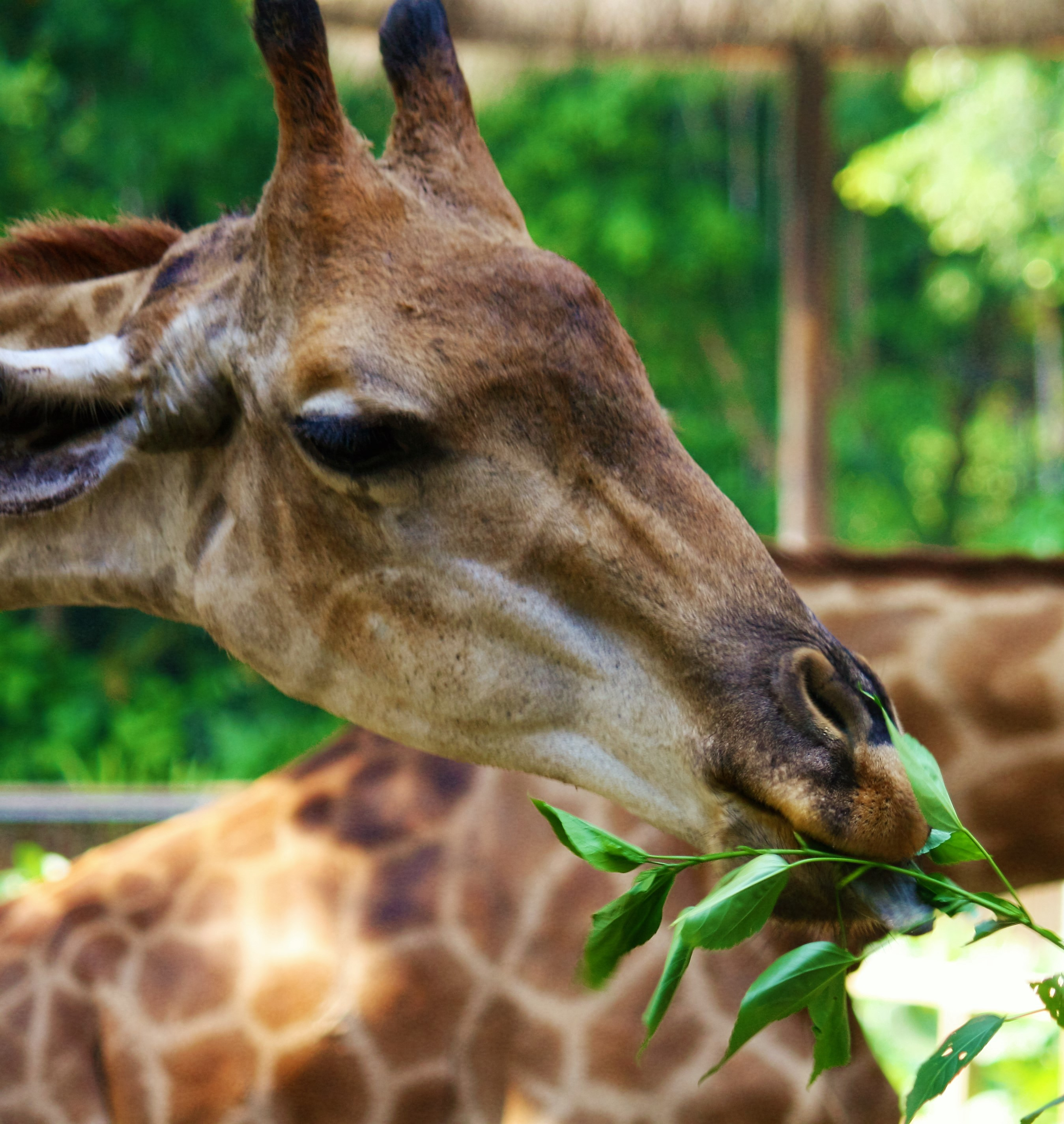
Giraffenkopf in Nahansicht: Mit der Zunge greift die Giraffe sich den Zweig

Zunge und Lippen der Giraffe sind zum Greifen fähig. Die Zunge kann 45 Zentimeter lang werden und ist im vorderen Bereich zum Schutz vor Sonnenbrand stark pigmentiert. Giraffen haben die kräftigste Zunge aller Säugetiere.
Mit ihrer langen, flexiblen Zunge kann eine Giraffe die Blätter eines Astes pflücken, den sie bereits im Maul hält (wo die oberen Schneidezähne fehlen), oder mit der Zunge einen Ast in ihre geöffneten greifenden Lippen heranziehen oder Blätter zwischen Dornen abzupfen. Sobald die Nahrung im Maul ist, wird sie durch Papillen (einige bis zu 1,6 cm lang) und schwielige Fortsätze, welche die Mundhöhle auskleiden, zwischen die Backenzähne geleitet.

### Herz-Kreislauf-System
Wegen der Länge des aufrechten Halses führt die Schwerkraft in den Blutgefäßen auf Herzhöhe zu einem ungewöhnlich hohen Druck, dem entgegengewirkt werden muss. Das Herz der Giraffen muss daher besonders leistungsstark sein, um den erforderlichen Blutdruck zu erzeugen. Es wiegt im Durchschnitt ähnlich wie bei anderen Säugern etwa 0,51 % des Körpergewichts.

Blutdrucksystem bei der Giraffe

Der Blutdruck, gemessen an herznahen Arterien, beträgt 280 zu 180 mm Hg (Vergleich Mensch: 120 zu 80) und ist damit der höchste aller Säuger. Dadurch ist er ausreichend, um auch im zwei Meter höher liegenden Kopf noch einen arteriellen Mitteldruck von 75 mm Hg zu erreichen (Mensch: 60 mm Hg). Durch die Schwerkraft und den dadurch ausgelösten Druck der Wassersäule in den Beingefäßen kommt es in den Arterien der Füße zu einem Druck von 400 mm Hg (Mensch: 200 mm Hg). Um dem Austritt von Flüssigkeit in den Beinen und einer Entstehung von Ödemen vorzubeugen, sind die Beinarterien besonders dickwandig. Auch sitzt die Haut an den Beinen besonders eng, so dass sie wie ein Kompressionsstrumpf wirkt. Um den hohen Druck aufzubauen, liegt die Herzfrequenz in Ruhe bei 60 bis 90 Schlägen pro Minute (Mensch: 70), im Galopp wurden 175 Schläge pro Minute gemessen. Dies ist ungewöhnlich hoch, da die Herzfrequenz bei Säugetieren in der Regel mit zunehmendem Körpergewicht abnimmt und somit bei vergleichbar schweren Tieren deutlich niedriger liegt.
Verglichen mit ähnlich großen Säugetieren wird dieser hohe Blutdruck verursacht durch einen erhöhten peripheren Widerstand  gemäß der Formel peripherer Widerstand = (Blutdruck)/(Herzzeitvolumen). Ein Blutdruck vom 200 mmHg würde beim Menschen eine doppelt so hohe Glomeruläre Filtration bewirken und mittelfristig die Niere zerstören. Beides ist bei der Giraffe nicht der Fall. Die Niere verfügt über starke Faszien und einen hohen interstitiellen Druck, was den Filtrationsdruck verringert. Die Nierenvene und die Hohlvene am Eingang  sind strukturell an einen hohen (etwa 40 mm Hg) Venendruck angepasst.
Große Druckunterschiede entstehen im Kopf, wenn die Giraffe sich herunterbeugt, beispielsweise um zu trinken: Der arterielle Druck gleicht sich dann dem in den Füßen an. Ansammlungen von Flüssigkeiten um das Gehirn könnten lebensgefährlich sein. Um solche Ansammlungen zu vermeiden, hat die Giraffe ein Netzwerk gehirnnaher elastischer Blutgefäße, die bei Druckanstieg Blut aufnehmen können und so zur Entlastung führen. Ein Stau in den Venen wird so vermieden. Außerdem haben die großen Halsvenen, die Jugularvenen, Klappen, die bei anderen Säugern nicht vorkommen, um einen Rückfluss bei gesenktem Kopf zu verhindern. Entgegen mancher populärwissenschaftlichen Darstellung konnten jedoch keine Klappen in den Halsarterien nachgewiesen werden.

## Verbreitung
Giraffen sind in afrikanischen Savannen verbreitet. Heute leben sie nur noch südlich der Sahara, vor allem in den Grassteppen Ost- und Südafrikas. Die Bestände nördlich der Sahara wurden frühzeitig durch den Menschen ausgerottet: während des frühen Altertums im Niltal und etwa im 7. Jahrhundert in den Küstenebenen Marokkos und Algeriens. Im 20. Jahrhundert verschwanden Giraffen aus vielen weiteren Bereichen ihres Verbreitungsgebiets.

## Lebensweise

### Territorial- und Sozialverhalten

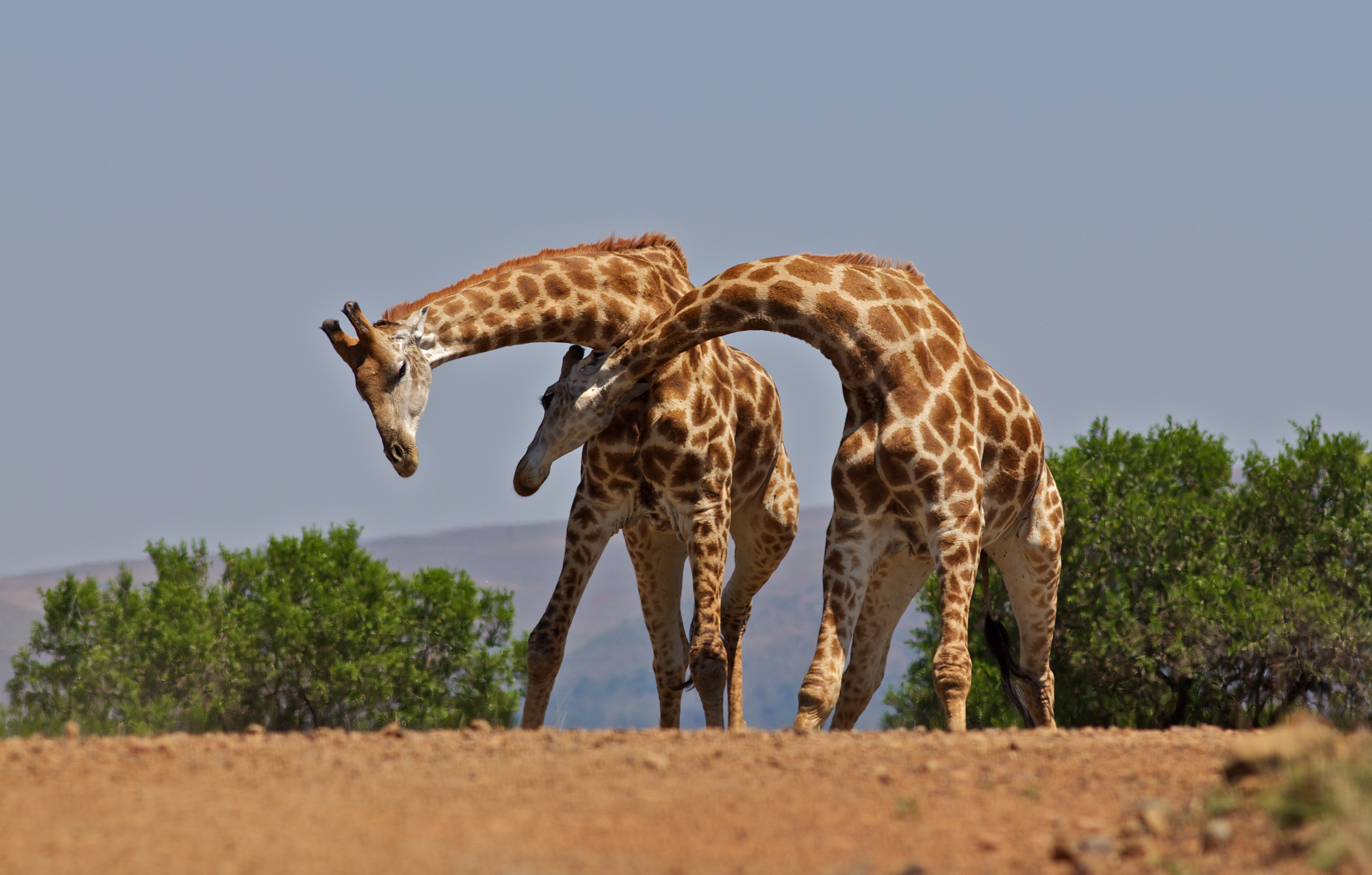
Kämpfende Giraffen schlagen mit aller Wucht ihre Köpfe gegen den Hals des Gegners

Giraffen leben einzelgängerisch oder in losen Verbänden. Dabei hängt das Sozialverhalten vom Geschlecht ab: Weibchen tun sich stets zu Herden von 4 bis 32 Tieren zusammen, die jedoch immer wieder in der Zusammensetzung wechseln. Junge oder weniger dominante Männchen formen eigene Verbände, sogenannte Junggesellengruppen, dominante Altbullen sind meist Einzelgänger. Die Gruppengröße ist abhängig vom Lebensraum und wird nicht durch die Anwesenheit größerer Beutegreifer beeinflusst. Auffälligerweise finden sich Kühe mit Nachwuchs häufiger in kleineren Gruppen zusammen. Vor allem die weiblichen Tiere profitieren von einem Zusammenleben in Verbänden, was eine fünfjährige Studie im Tarangire-Nationalpark im nördlichen Tansania aufzeigte. Hierbei ist die Dauer und die Häufigkeit des Gruppenwechsels von geringerer Bedeutung. Als optimale Größe erwiesen sich vier ausgewachsene Individuen. Gruppenbildende Tiere können so durch Kommunikation bessere Nahrungsquellen erschließen, den Nachwuchs effektiver gegen Fressfeinde verteidigen oder sich gegenseitig vor aufdringlichen paarungswilligen männlichen Artgenossen schützen. Der Zusammenschluss in einer Gruppe vermindert so allgemein Stress, da sich einzelne Tiere mit teils vertrauten Individuen umgeben. Gegenüber einzelgängerischen Artverwandten zeigten im Verband lebende Individuen dadurch auch eine höhere Lebenserwartung.
In der Namib im südwestlichen Afrika bilden gemischte Gruppen zumeist größere Verbände als eingeschlechtige Gruppen, wodurch die Geschlechterzusammensetzung einen wichtigen Einfluss darstellt. Demgegenüber nehmen Herden mit Jungtieren nicht an Größe zu, was den Schluss zulässt, dass bei den Giraffen der Schutz des Nachwuchses vor Bejagung nicht über die Gruppengröße gesteuert wird. Einen weiteren wichtigen Faktor bei der Herdenbildung stellt die räumliche Verfügbarkeit von Nahrung dar. Dieser greift aber nicht über die Jahreszeiten hinweg, wodurch Herden als relativ stabil angesehen werden können. Fluktuationen in der Herdengröße sind demnach vom Nahrungsangebot abhängig und können über Tage deutlich schwanken. So kommt es häufig in den Morgen- und Abendstunden zu größeren Zusammenschlüssen, die der gemeinsamen Nahrungsaufnahme dienen.
Treffen zwei Bullen aufeinander, kommt es meistens zu einem ritualisierten Kampf, bei dem die Tiere nebeneinander stehen und ihren Kopf gegen den Hals des Konkurrenten schlagen. Zur Paarungszeit können solche Kämpfe aggressiver ausfallen und eine Heftigkeit annehmen, bei der einer der Konkurrenten bewusstlos geschlagen wird.
Giraffen erreichen eine Spitzengeschwindigkeit von 55 km/h. Die langen Beine können die Giraffe aber nur auf festem Untergrund tragen. Sumpfige Gegenden werden von den Tieren daher gemieden. Nach Untersuchungen von Anne Innis Dagg lassen sich zwei Laufweisen unterscheiden: einerseits der Passgang, bei dem die beiden Beine einer Körperseite gleichzeitig bewegt werden und das Körpergewicht auf dem anderen Beinpaar mit Bodenkontakt ruht, andererseits eine Art Galopp. Der Passgang ist eine Anpassung an die langen Beine, die sich bei einem Kreuzgang möglicherweise überschneiden und so in Konflikt geraten würden. Bei der Vorwärtsbewegung schwingt der lange Hals in Körperlängsachse mit jedem Schritt nach vorn. Durch die Vorverlagerung des Kopfes werden die Hinterbeine aufgrund der dadurch entstehenden Änderung des Körperschwerpunktes von Gewicht entlastet. Das Ende eines Schrittes mit dem folgenden Bodenkontakt des entsprechenden Fußes ist mit einem Rückwärtsschwingen des Halses verbunden. Hierdurch wird die Bewegung abgebremst und das Tier kann Balance halten.
Giraffen verständigen sich im für Menschen nicht hörbaren Infraschallbereich mit Frequenzen unter 20 Hertz.

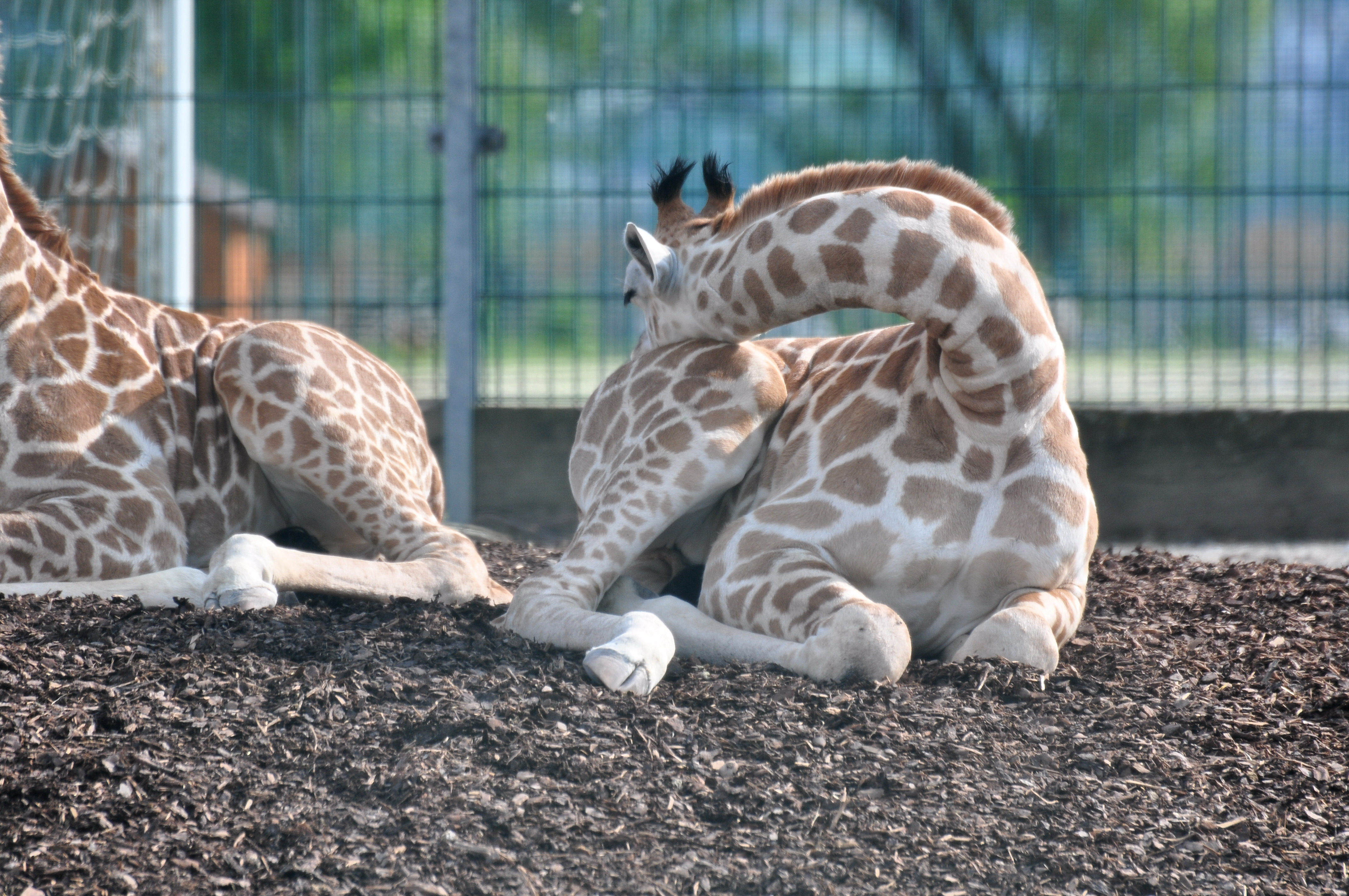
Schlafende Giraffe

Giraffen schlafen mehrmals innerhalb eines 24-Stunden-Tages, dabei liegen sie mit angezogenen Beinen auf dem Bauch, mit dem Kopf nach hinten auf dem Körper. Der Schlaf dauert in der Regel nur kurze Zeit, in mehr als der Hälfte aller Beobachtungen weniger als 11 Minuten, im Maximum bis zu 100 Minuten. Die REM-Phase währt im Mittel 3 Minuten. Es wird angenommen, dass die Tiere in der liegenden Stellung Raubtieren schutzlos ausgeliefert sind, da sie nur langsam aufstehen können und sich durch Treten mit den Beinen verteidigen. Den größten Teil der Nacht verbringen sie mit Wiederkäuen. Tagsüber dösen Giraffen hin und wieder kurz im Stehen, was insgesamt weniger als 50 Minuten eines 24-Stunden-Tages ausmacht. Dadurch kommt ein Individuum auf etwa 4,6 Stunden Schlaf je Tageszyklus. Jungtiere schlafen durchschnittlich länger.

### Ernährung

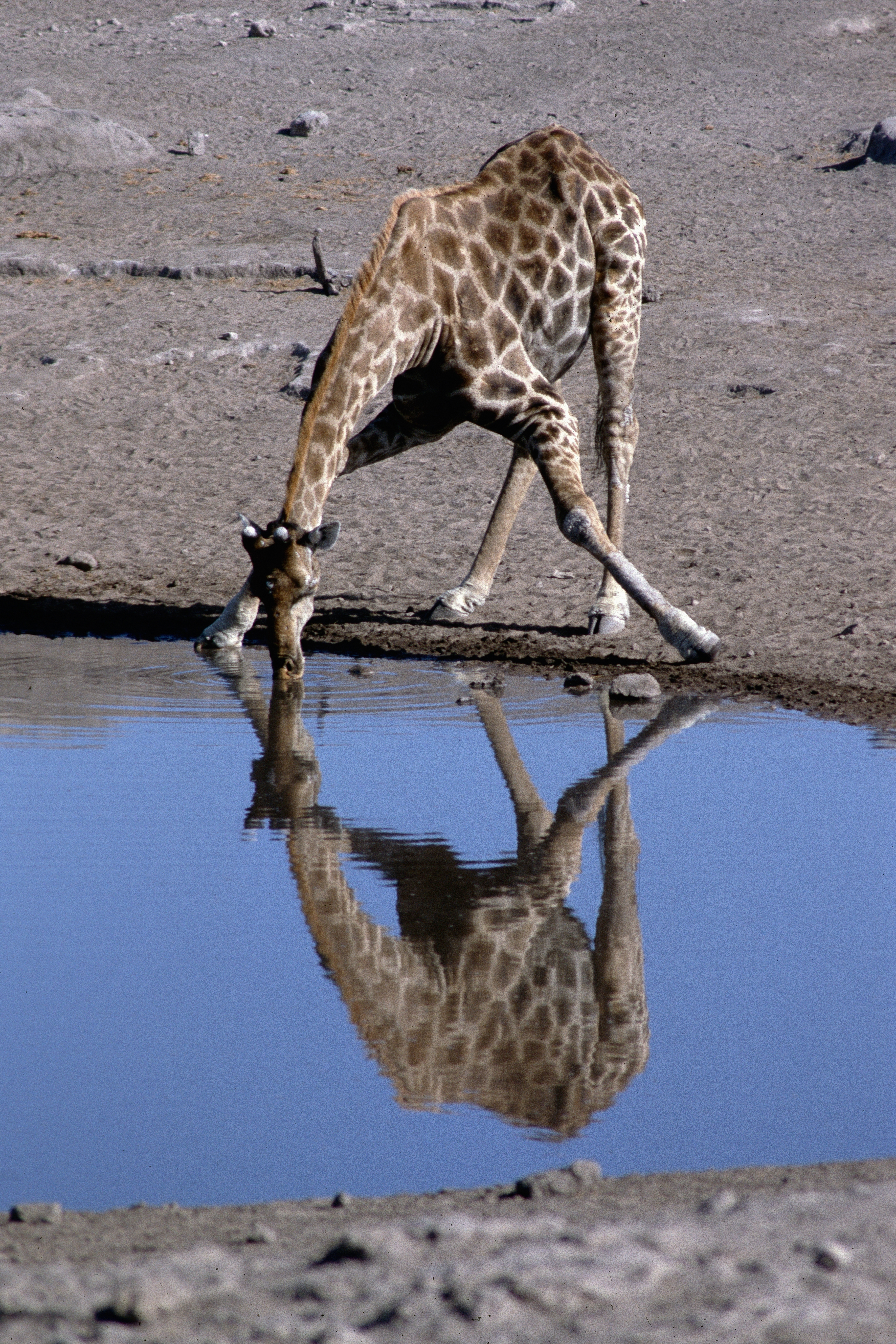
Trinkender Angola-Giraffenbulle im Etosha-Nationalpark

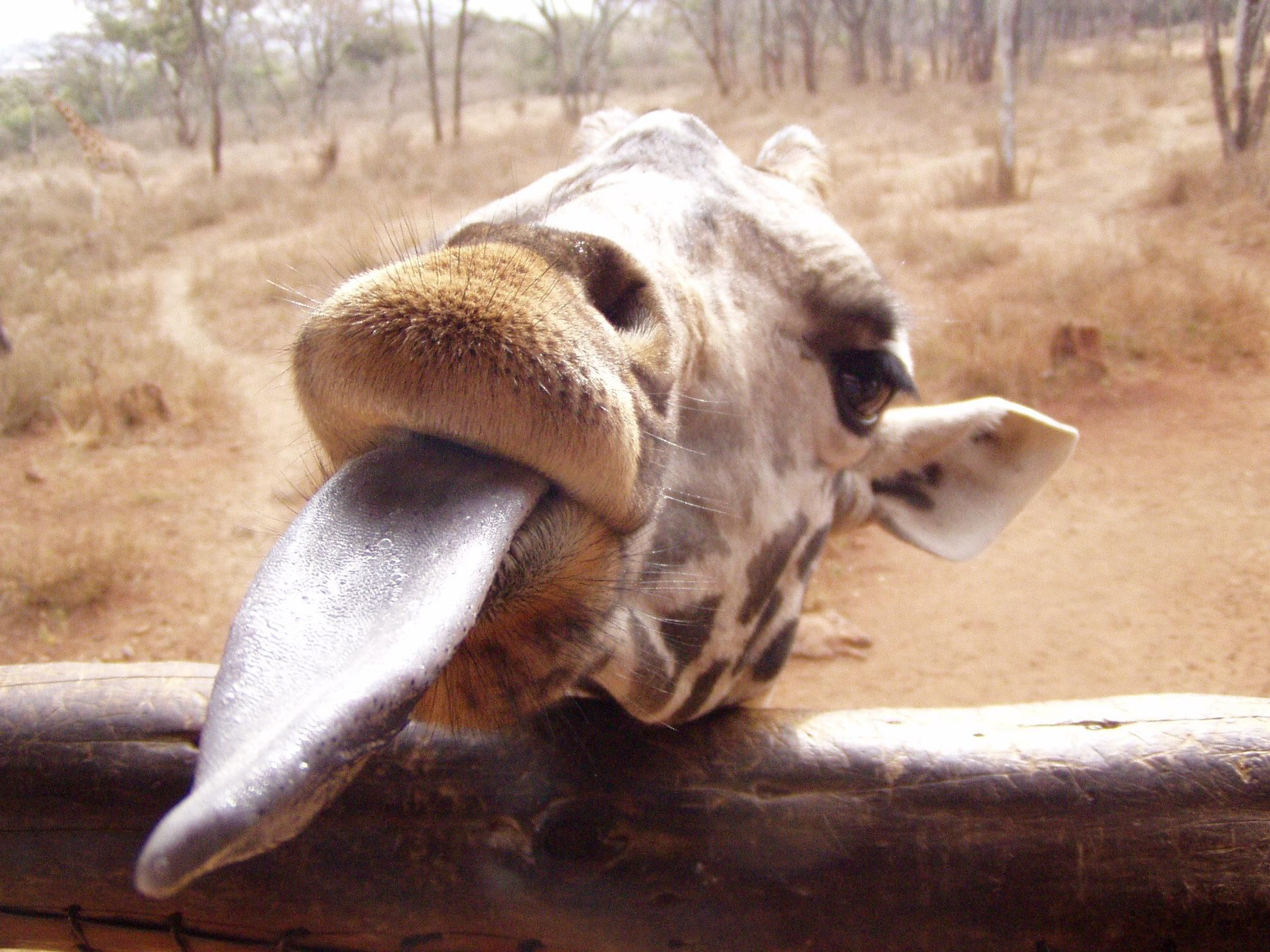
Die Giraffenzunge dient zum Abstreifen der Akazienblätter

Giraffen beweiden bevorzugt Akazien. Dabei greifen die Tiere einen Zweig mit ihrer bis zu 50 cm langen Zunge, ziehen ihn ins Maul und streifen durch Zurückziehen des Kopfes die Blätter ab. Zunge und behaarte Lippen sind so beschaffen, dass sie trotz der dornigen Äste keinen Schaden nehmen. Ihr Verdauungssystem ist eher auf Blätter als auf Gras ausgerichtet, was ihre Probleme in den Zoos erklärt, wo sie oft Heu und Futterkonzentrate zu fressen bekommen. 
Durch die hohe Bisskraft und die massiven Mahlzähne können die Äste, Blätter und Zweige zügig kleingemahlen werden und rutschen innerhalb kürzester Zeit den bis zu 2,5 Meter langen Hals herab. Jeden Tag nimmt eine Giraffe etwa 30 kg Nahrung auf; hierfür benötigt sie sechzehn bis zwanzig Stunden. Der Flüssigkeitsbedarf wird größtenteils aus der Nahrung gedeckt, so dass Giraffen wochenlang ohne zu trinken auskommen können. Wenn sie doch trinken, müssen sie die Vorderbeine weit spreizen, um den Kopf weit genug zur Wasserquelle herabsenken zu können; ebenso verfahren sie, wenn sie Nahrung vom Boden aufnehmen, was sie allerdings nur unter sehr ungünstigen Umständen tun.
Entgegen weit verbreiteter Meinung fressen Giraffen, vor allem in der Trockenzeit, von niedrigen Büschen bzw. auf halber Körperhöhe. Aus diesem Grund wird mittlerweile angezweifelt, dass die Giraffen ihren langen Hals nur aufgrund von Nahrungsauswahl haben. Ein Argument, das gegen die Nahrungsaufnahme-Theorie spricht, ist, dass Giraffen im Laufe der Evolution stärker ihren Hals verlängert haben als ihre Beine. Längere Beine wären jedoch energetisch günstiger, wenn es nur um Höhengewinn ginge. Eine Theorie von 1996 für den langen Hals sieht daher den Kampf der Giraffen-Männchen um Dominanz und Weibchen als einen Hauptgrund.

### Fortpflanzung

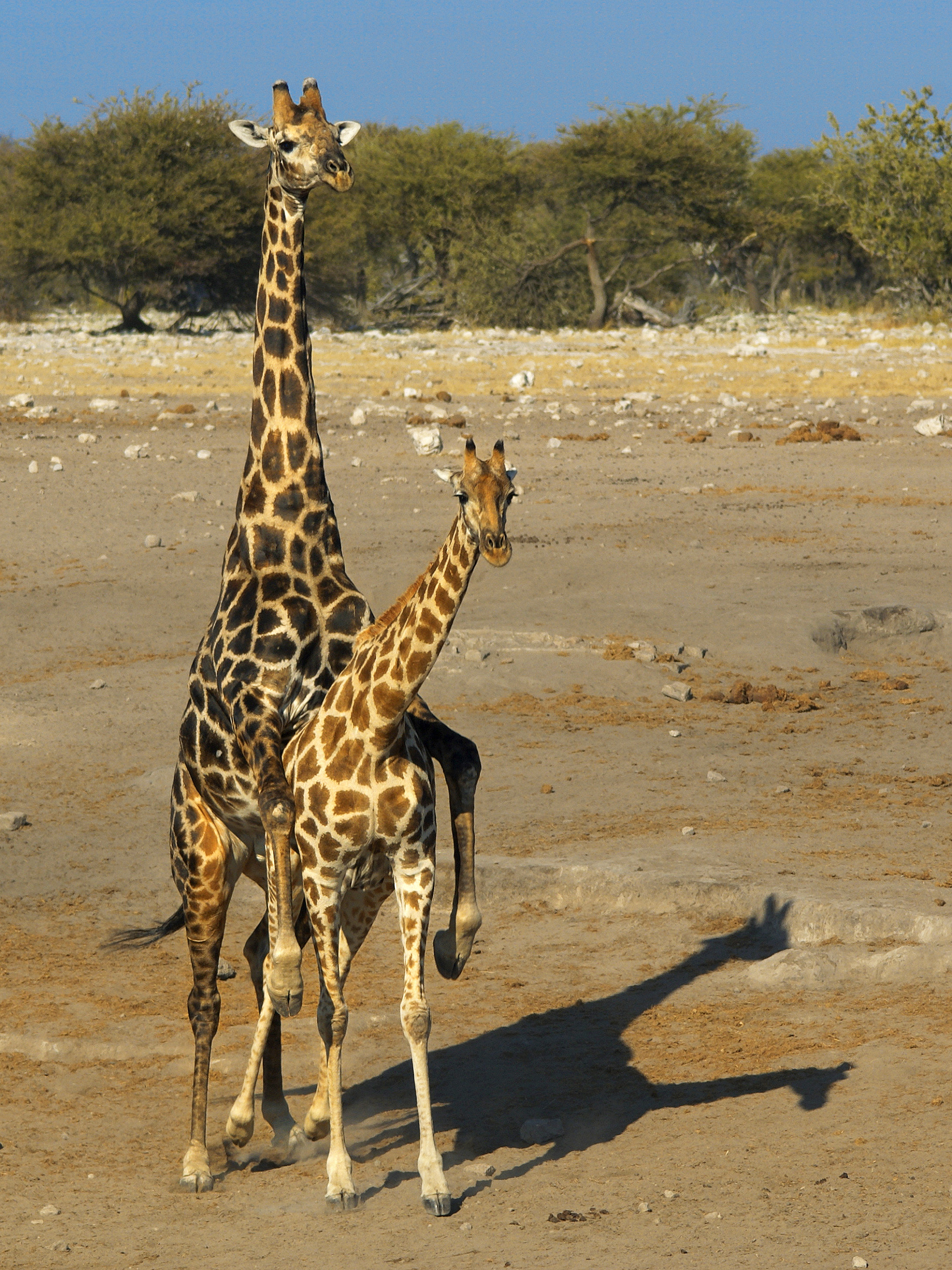
Angola-Giraffen bei der Paarung

Die Tragzeit dauert 14 bis 15 Monate. In der Regel wird nur ein einziges Kalb geboren. Die Geburt erfolgt im Stehen, so dass die Neugeborenen aus zwei Metern Höhe zu Boden fallen. Neugeborene Giraffen sind etwa 50 Kilogramm schwer und 1,8 Meter hoch, erreichen so gerade das Euter der Mutter. Während ihre Beine zu diesem Zeitpunkt schon weit entwickelt sind, wächst ihr Hals postnatal noch auf die fast dreifache Länge an. Sie stehen innerhalb einer Stunde fest auf ihren Beinen und fangen nach wenigen Stunden an zu laufen. Allerdings werden die Kälber erst nach zwei bis drei Wochen mit der Herde vereint.
Ein Kalb bleibt etwa eineinhalb Jahre bei seiner Mutter. Mit vier Jahren wird es geschlechtsreif, mit sechs Jahren erreicht es die volle Größe. In Gefangenschaft können Giraffen bis zu 35 Jahre alt werden. Das Maximalalter in freier Wildbahn wird für männliche Tiere auf 22, für weibliche auf 28 Jahre geschätzt, es liegen aber bisher zu wenige Untersuchungen vor.
Gegen Raubtiere verteidigen sich ausgewachsene Giraffen mit Tritten ihrer Vorderhufe. Aufgrund ihrer Größe und Wehrhaftigkeit werden sie allerdings nur selten angegriffen. Jungtiere fallen dagegen häufig Löwen, Leoparden, Hyänen und Wildhunden zum Opfer. Trotz des Schutzes durch die Mutter erreichen nur 25 bis 50 Prozent der Jungtiere das Erwachsenenalter.

## Systematik

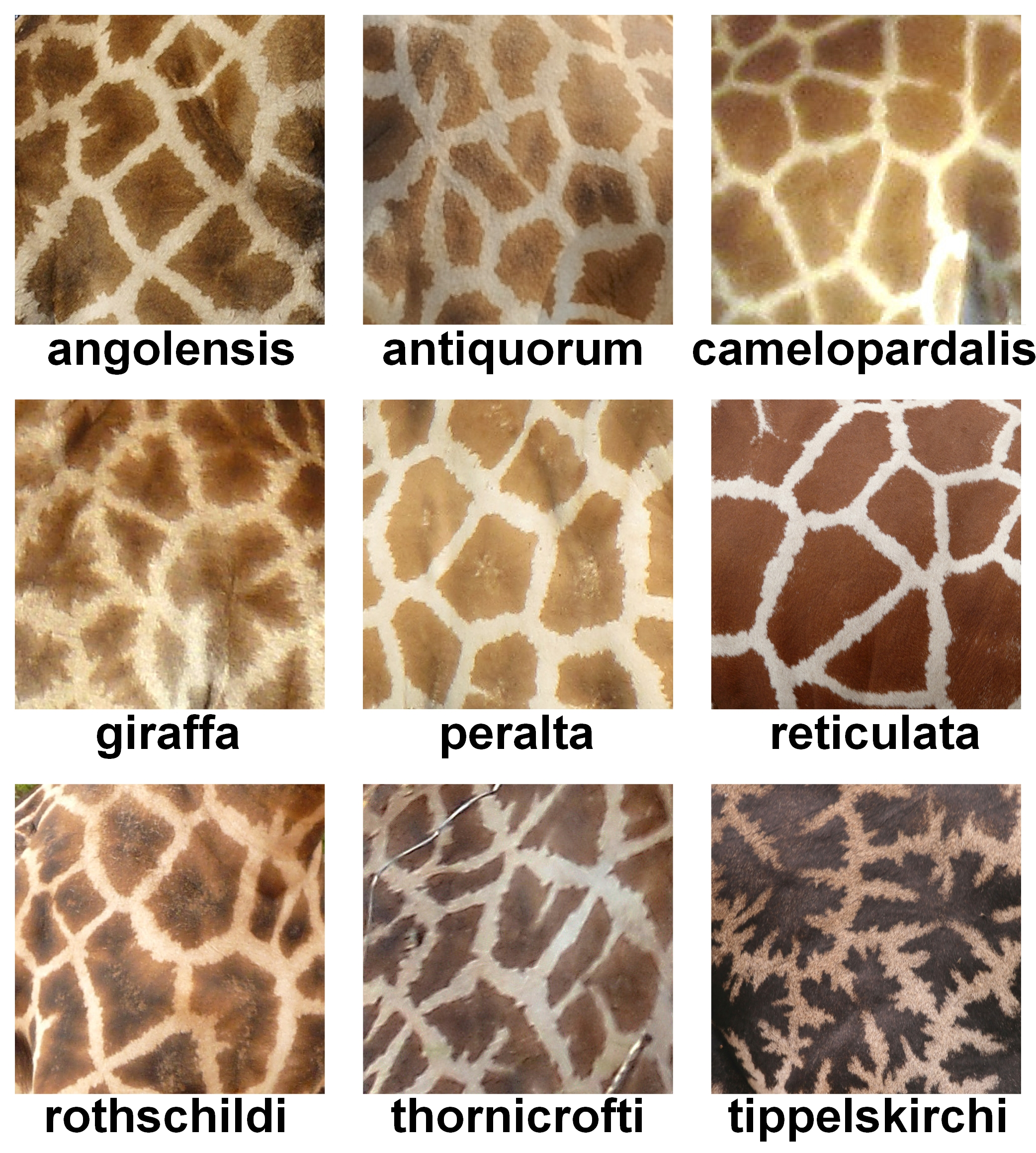
Fellzeichnung der neun Unterarten nach altem Schema

Die Giraffen bilden eine Gattung innerhalb der Familie der Giraffenartigen (Giraffidae) und der Ordnung der Paarhufer (Artiodactyla). Zur Familie wird außerdem nur noch das Okapi (Okapia) gezählt. Heute ist die Familie auf den afrikanischen Kontinent beschränkt, sie war aber in ihrer stammesgeschichtlichen Vergangenheit auch über weite Teile Eurasiens verbreitet. Aufgrund ihrer hornartigen Schädelausbildungen werden die Giraffenartigen zur Gruppe der Stirnwaffenträger (Pecora) gezählt. Innerhalb dieser bilden sie das Schwestertaxon einer Gruppe bestehend aus den Hirschen (Cervidae), Moschustieren (Moschidae) und Hornträgern (Bovidae). Die Abtrennung von dieser Gruppe vollzog sich im Übergang vom Oligozän zum Miozän vor etwa 25 Millionen Jahren.
Lange Zeit galt die Gattung als monotypisch und enthielt mit der Art Giraffa camelopardalis nur einen Vertreter. Diesem wurden zahlreiche Unterarten zugewiesen, deren Unterscheidung neben dem Verbreitungsgebiet häufig anhand der Ausbildung der Hörner oder der Fellzeichnung erfolgte. So hat die Nubische Giraffe (G. c. camelopardalis) beispielsweise mittelbraune, große Flecken, die unregelmäßig viereckig geformt sind und von relativ schmalen weißen Bändern getrennt werden. Die Flecken der Massaigiraffe (G. c. tippelskirchi) sind kleiner und dunkler und annähernd sternförmig. Einmalig sind die Flecken der Netzgiraffe (G. c. reticulata), die dunkle Vielecke darstellen, zwischen denen sehr schmale weiße Bänder verlaufen, so dass der Eindruck eines Netzes entsteht. Über die genaue Zahl der Unterarten herrschte aber keine Einigkeit. Richard Lydekker führte im Jahr 1904 innerhalb von Giraffa camelopardalis insgesamt zehn Unterarten auf, die er in zwei große Formengruppen gliederte: einerseits solche mit ausgebildeten vorderen Hörnern und ungefleckten Unterschenkeln, andererseits solche mit fehlenden Vorderhörnern und gefleckten Unterschenkeln. Allerdings hielt Lydekker die Netzgiraffe (Giraffa reticulata) für eigenständig, nicht aber ohne anzumerken, dass sie möglicherweise doch nur eine Unterart darstelle. Modernere Systematiken unterschieden in der Regel zwischen sechs und neun Unterarten.
| Unterart                                                            | Lydekker 1904             | Dagg 1971 | Grubb 2005 | Skinner und Mitchell 2011 | Ciofolo und Le Pendu 2013 |
| ------------------------------------------------------------------- | ------------------------- | --------- | ---------- | ------------------------- | ------------------------- |
| Angola-Giraffe (G. c. angolensis)                                   | +                         | +         | -          | +                         | +                         |
| Kordofan-Giraffe (G. c. antiquorum)                                 | +                         | +         | -          | +                         | +                         |
| Nubische Giraffe (G. c. camelopardalis)                             | + (als G. c. typica)      | +         | +          | +                         | +                         |
| „Kongo-Giraffe“ (G. c. congoensis)                                  | +                         | -         | -          | -                         | -                         |
| „Süd-Lado-Giraffe“ (G. c. cottoni)                                  | +                         | -         | -          | -                         | -                         |
| Kap-Giraffe (G. c. giraffa)                                         | + (als G. c. capensis)    | +         | +          | +                         | +                         |
| Westafrikanische Giraffe oder Nigerianische Giraffe (G. c. peralta) | +                         | +         | -          | +                         | +                         |
| Netzgiraffe (G. c. reticulata)                                      | + (als eigenständige Art) | +         | +          | +                         | +                         |
| Uganda-Giraffe oder Rothschild-Giraffe (G. c. rothschildi)          | +                         | +         | +          | +                         | -                         |
| Thornicroft-Giraffe (G. c. thornicrofti)                            | -                         | +         | +          | +                         | +                         |
| Massai-Giraffe (G. c. tippelskirchi)                                | +                         | +         | +          | +                         | +                         |
| Transvaal-Giraffe (G. c. wardi)                                     | +                         | -         | -          | -                         | -                         |

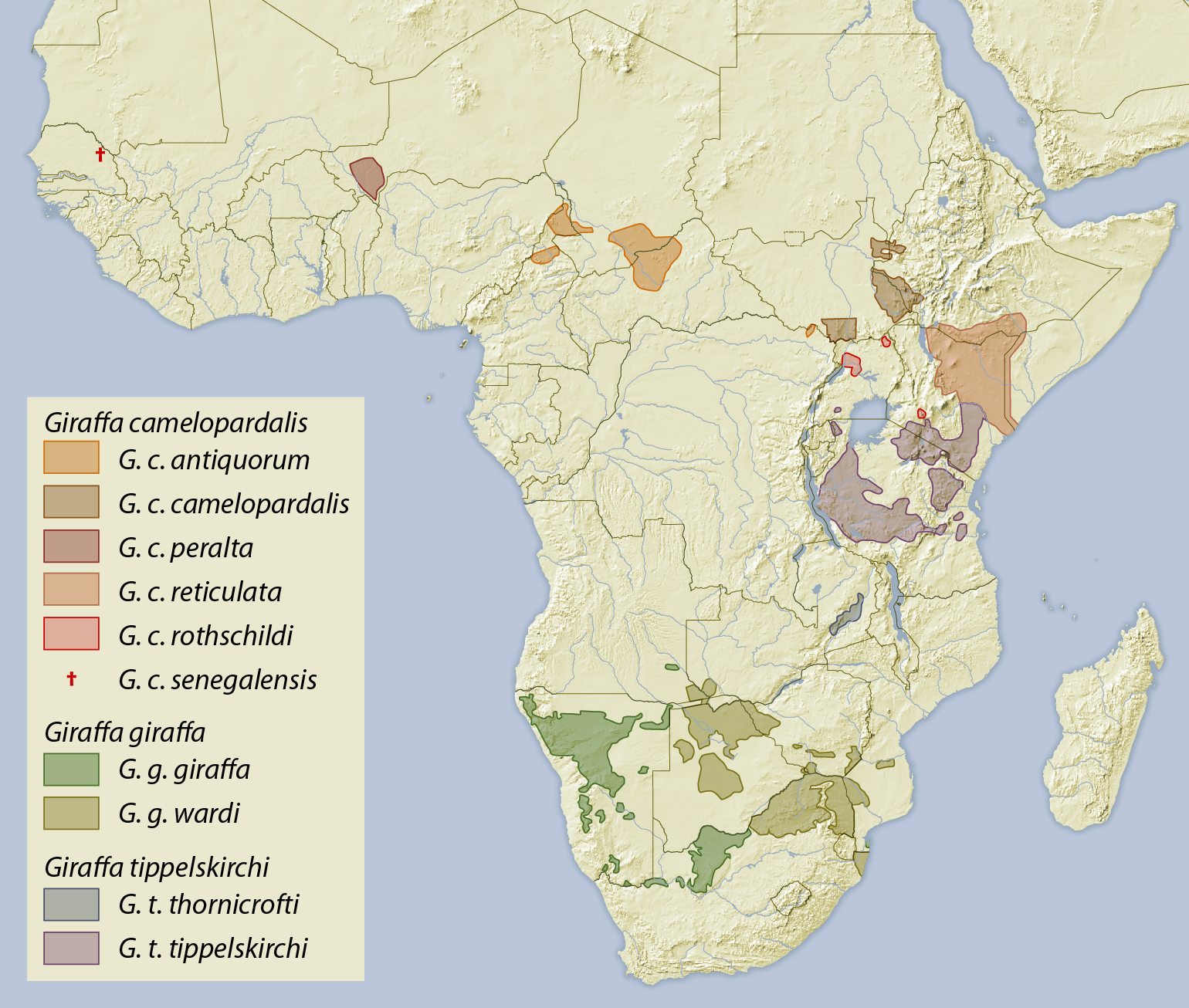
Verbreitungsgebiete der drei Giraffenarten einschließlich der Unterarten nach dem Drei-Arten-Schema

Molekulargenetische Untersuchungen einer zehnköpfigen Forschergruppe um David M. Brown aus dem Jahr 2007 an sechs bekannten Unterarten (G. c. angolensis, G. c. giraffa, G. c. peralta, G. c. reticulata, G. c. rothschildi und G. c. tippelskirchi) bestätigten deren genetische Unterscheidbarkeit. Darüber hinaus zeigten die Ergebnisse auf, dass jede dieser Unterarten eine monophyletische Gruppe formte, von denen keine mit einer benachbarten Gruppe in einem (messbaren) Genaustausch stand. Die Forschergruppe schlussfolgerte daraus, dass die jeweiligen Unterarten auf einen eigenen Artstatus angehoben werden könnten. Eine nahezu zeitgleich veröffentlichte Studie von Alexandre Hassanin und Kollegen kam zu einem ähnlichen Ergebnis. Sie umfasste neben den bereits untersuchten Unterarten zusätzlich noch die Kordofan-Giraffe (G. c. antiquorum). Hassanin und Forscherkollegen teilten die Unterarten in eine nördliche (G. c. antiquorum, G. c. peralta, G. c. reticulata, G. c. rothschildi) und eine südliche Gruppe (G. c. angolensis, G. c. giraffa, G. c. tippelskirchi) auf, die jeweils einen eigenständigen Charakter aufwiesen. Darüber hinaus bestanden laut dem veröffentlichten Bericht in der nördlichen Gruppe engere Beziehungen zwischen den west- und ostafrikanischen Giraffen als zu den zentralafrikanischen. Unter Berufung auf die Ergebnisse der Wissenschaftlergruppen um Brown und Hassanin und unter Verwendung eigener morphologischer Analysen erhoben Colin Peter Groves und Peter Grubb in einer Revision der Huftiere acht Unterarten in den Artstatus, darunter die sieben bis dahin genetisch untersuchten Formen (wobei sie die Uganda- oder Rothschild-Giraffe als identisch zur Nubischen Giraffe einstuften) und zusätzlich noch die Thornicroft-Giraffe. Weitere Studien zeigten später auf, dass die Thornicroft-Giraffe zwar genetisch unterscheidbar, aber innerhalb der Variationsbreite der Massai-Giraffe eingebettet ist. Sie wurde daher vorläufig als mit dieser identisch angesehen.
Eine im Jahr 2016 vorgelegte DNA-Studie eines Forscherteams um Julian Fennessy und Axel Janke basierend auf 190 Individuen von insgesamt neun anerkannten Unterarten, darunter auch erstmals solche der Nubischen Giraffe (G. c. camelopardalis) stellte die bis zu diesem Zeitpunkt umfangreichste genetische Analyse dar. In dieser wurden vier monophyletische Gruppen herausgearbeitet, die den Forschern zufolge als eigenständige Arten anerkannt werden sollten. Diese vier monophyletischen Gruppen verteilten sich auf sieben unterscheidbare Populationen. Ähnlich wie zuvor die Thornicroft-Giraffe erwies sich während dieser Studie die Uganda-Giraffe als regionaler Vertreter der in diesem Fall Nubischen Giraffe. Eine weitere umfangreiche genetische Studie aus dem Jahr 2020 von einem Arbeitskreis um Alice Petzold erkannte dagegen die Uganda-Giraffe und die Thornicroft-Giraffe wieder als eigenständig an und bestätigte ihren jeweiligen Status als Unterart. Begründet wurde dies mit der jeweils eigenständigen Gruppierung der untersuchten Exemplare und dem Auftreten abweichender Haplotypen. Zusätzlich wurde die Netzgiraffe als eine der zuvor anerkannten eigenständigen Arten nun als Unterart aufgefasst, da sie sich eng an die nördlichen Giraffenformen gebunden zeigte und offensichtlich in der Vergangenheit verschiedenen Introgressionen ausgesetzt war. Innerhalb der Giraffen des südlichen Afrikas hoben die Autoren die Transvaal-Giraffe (G. c. wardi) wieder auf die Ebene einer gültigen Unterart. Die Angola- (G. c. angolensis) und die Kap-Giraffe (G. c. giraffa) hingegen wurden vereint, da sie sich nicht auffällig voneinander abhoben. Für das westliche Afrika wiesen die Wissenschaftler eine zuvor unerkannte Unterart aus, die sich durch eigenständige Haplotypen auszeichnete und die sie mit G. c. senegalensis benannten. Sie ist mit den nördlichen Giraffen näher verwandt, war allerdings bereits Anfang der 1970er Jahre ausgerottet worden. Demzufolge ist die Gattung der Giraffen nach dieser Ansicht in drei Arten mit insgesamt zehn Unterarten aufzugliedern:
- Nord-Giraffe (Giraffa camelopardalis (Linnaeus, 1758))

- Kordofan-Giraffe (Giraffa camelopardalis antiquorum Jardine, 1835)
- Nubische Giraffe (Giraffa camelopardalis camelopardalis (Linnaeus, 1758))
- Westafrikanische Giraffe (Giraffa camelopardalis peralta Thomas, 1898)
- Netzgiraffe (Giraffa camelopardalis reticulata de Winton, 1899)
- Uganda-Giraffe (Giraffa camelopardalis rothschildi Lydekker, 1903)
- Giraffa camelopardalis senegalensis Petzold, Magnant & Hassanin, 2020

- Süd-Giraffe (Giraffa giraffa von Schreber, 1784)

- Kap-Giraffe (Giraffa giraffa giraffa von Schreber, 1784)
- Transvaal-Giraffe (Giraffa giraffa wardi Lydekker, 1904)

- Massai-Giraffe (Giraffa tippelskirchi Matschie, 1898)

- Thornicroft-Giraffe (Giraffa tippelskirchi thornicrofti Lydekker, 1911)
- Massai-Giraffe (Giraffa tippelskirchi tippelskirchi Matschie, 1898)

Dem gegenüber favorisiert eine im Frühjahr 2021 von Raphael T. F. Coimbra und Kollegen vorgestellte Genanalyse an 50 Individuen aus der Gesamtpopulation ein Vier-Arten-Modell, wie es bereits durch Fenessy und Forscherkollegen im Jahr 2016 aufgezeigt worden war. Im Unterschied zu dieser Arbeitsgruppe und übereinstimmend mit der Studie von Petzolds Team bildet die Thornicroft-Giraffe eine eindeutige Unterart der Massai-Giraffe. Die Uganda-Giraffe wiederum ist abweichend von der Studie aus dem Jahr 2020 mit der Nubischen Giraffe identisch, während für die Süd-Giraffe die von Fenessy und Kollegen bereits 2016 postulierten Unterarten bestehen bleiben. Die von Petzold und Arbeitsgruppe angenommene Unterart Giraffa camelopardalis senegalensis war hierbei nicht mit einbezogen. Demnach wären die Giraffen diesen Ergebnissen zufolge in vier Arten und sieben Unterarten aufzuteilen:
- Nord-Giraffe (Giraffa camelopardalis (Linnaeus, 1758))

- Kordofan-Giraffe (Giraffa camelopardalis antiquorum Jardine, 1835)
- Nubische Giraffe (Giraffa camelopardalis camelopardalis (Linnaeus, 1758))
- Westafrikanische Giraffe (Giraffa camelopardalis peralta Thomas, 1898)

- Netzgiraffe (Giraffa reticulata de Winton, 1899)
- Süd-Giraffe (Giraffa giraffa von Schreber, 1784)

- Kap-Giraffe (Giraffa giraffa giraffa von Schreber, 1784)
- Angola-Giraffe (Giraffa giraffa angolensis Lydekker, 1903)

- Massai-Giraffe (Giraffa tippelskirchi Matschie, 1898)

- Thornicroft-Giraffe (Giraffa tippelskirchi thornicrofti Lydekker, 1911)
- Massai-Giraffe (Giraffa tippelskirchi tippelskirchi Matschie, 1898)

Neben diesen gab es eine oder mehrere Unterarten in Nordafrika, die schon in der Antike ausgerottet wurden. Da auf ägyptischen Darstellungen oft einfarbige Giraffen zu sehen sind, hat man manchmal spekuliert, ob die dortige Unterart ungefleckt gewesen ist. Es gibt jedoch auch Darstellungen gefleckter Giraffen.
Die seit dem Jahr 2011 durch die verschiedenen anatomisch-morphologischen und genetischen Untersuchungen aufgestellten variierenden Gliederungssysteme der Giraffen sind in folgender Tabelle im Überblick dargestellt:
| Ein-Arten-Schema nach Skinner und Mitchell 2011 | Unterart                                 | Acht-Arten-Schema nach Groves und Grubb 2011 | Unterarten | Vier-Arten-Schema nach Fennessy et al. 2016 und Coimbra et al. 2021 (eingeschränkt) | Unterarten                               | Drei-Arten-Schema nach Petzold et al. 2020 | Unterarten                               |
| ----------------------------------------------- | ---------------------------------------- | -------------------------------------------- | ---------- | ----------------------------------------------------------------------------------- | ---------------------------------------- | ------------------------------------------ | ---------------------------------------- |
| Giraffe (G. camelopardalis)                     | Kordofan-Giraffe (G. c. antiquorum)      | Kordofan-Giraffe (G. antiquorum)             | keine      | Nord-Giraffe (G. camelopardalis)                                                    | Kordofan-Giraffe (G. c. antiquorum)      | Nord-Giraffe (G. camelopardalis)           | Kordofan-Giraffe (G. c. antiquorum)      |
| Giraffe (G. camelopardalis)                     | Nubische Giraffe (G. c. camelopardalis)  | Nubische Giraffe (G. camelopardalis)         | keine      | Nord-Giraffe (G. camelopardalis)                                                    | Nubische Giraffe (G. camelopardalis)     | Nord-Giraffe (G. camelopardalis)           | Nubische Giraffe (G. c. camelopardalis)  |
| Giraffe (G. camelopardalis)                     | Uganda-Giraffe (G. c. rothschildi)       | Nubische Giraffe (G. camelopardalis)         | keine      | Nord-Giraffe (G. camelopardalis)                                                    | Nubische Giraffe (G. camelopardalis)     | Nord-Giraffe (G. camelopardalis)           | Uganda-Giraffe (G. c. rothschildi)       |
| Giraffe (G. camelopardalis)                     | Westafrikanische Giraffe (G. c. peralta) | Westafrikanische Giraffe (G. peralta)        | keine      | Nord-Giraffe (G. camelopardalis)                                                    | Westafrikanische Giraffe (G. c. peralta) | Nord-Giraffe (G. camelopardalis)           | Westafrikanische Giraffe (G. c. peralta) |
| Giraffe (G. camelopardalis)                     | Westafrikanische Giraffe (G. c. peralta) | Westafrikanische Giraffe (G. peralta)        | keine      | Nord-Giraffe (G. camelopardalis)                                                    | Westafrikanische Giraffe (G. c. peralta) | Nord-Giraffe (G. camelopardalis)           | G. c. senegalensis                       |
| Giraffe (G. camelopardalis)                     | Netzgiraffe (G. c. reticulata)           | Netzgiraffe (G. reticulata)                  | keine      | Netzgiraffe (G. reticulata)                                                         | keine                                    | Nord-Giraffe (G. camelopardalis)           | Netzgiraffe (G. c. reticulata)           |
| Giraffe (G. camelopardalis)                     | Angola-Giraffe (G. c. angolensis)        | Angola-Giraffe (G. angolensis)               | keine      | Süd-Giraffe (G. giraffa)                                                            | Angola-Giraffe (G. g. angolensis)        | Süd-Giraffe (G. giraffa)                   | Transvaal-Giraffe (G. g. wardi)          |
| Giraffe (G. camelopardalis)                     | Kap-Giraffe (G. c. giraffa)              | Kap-Giraffe (G. giraffa)                     | keine      | Süd-Giraffe (G. giraffa)                                                            | Kap-Giraffe (G. g. giraffa)              | Süd-Giraffe (G. giraffa)                   | Kap-Giraffe (G. g. giraffa)              |
| Giraffe (G. camelopardalis)                     | Thornicroft-Giraffe (G. c. thornicrofti) | Thornicroft-Giraffe (G. thornicrofti)        | keine      | Massai-Giraffe (G. tippelskirchi)                                                   | keine                                    | Massai-Giraffe (G. tippelskirchi)          | Thornicroft-Giraffe (G. t. thornicrofti) |
| Giraffe (G. camelopardalis)                     | Massai-Giraffe (G. c. tippelskirchi)     | Massai-Giraffe (G. tippelskirchi)            | keine      | Massai-Giraffe (G. tippelskirchi)                                                   | keine                                    | Massai-Giraffe (G. tippelskirchi)          | Massai-Giraffe (G. t. tippelskirchi)     |

Auch innerhalb einer Unterart tritt gelegentlich ein Fleckenmuster auf, das für die Region vollkommen untypisch ist, so dass man die Herkunft nicht immer sicher anhand der Zeichnung bestimmen kann.

## Mensch und Giraffe

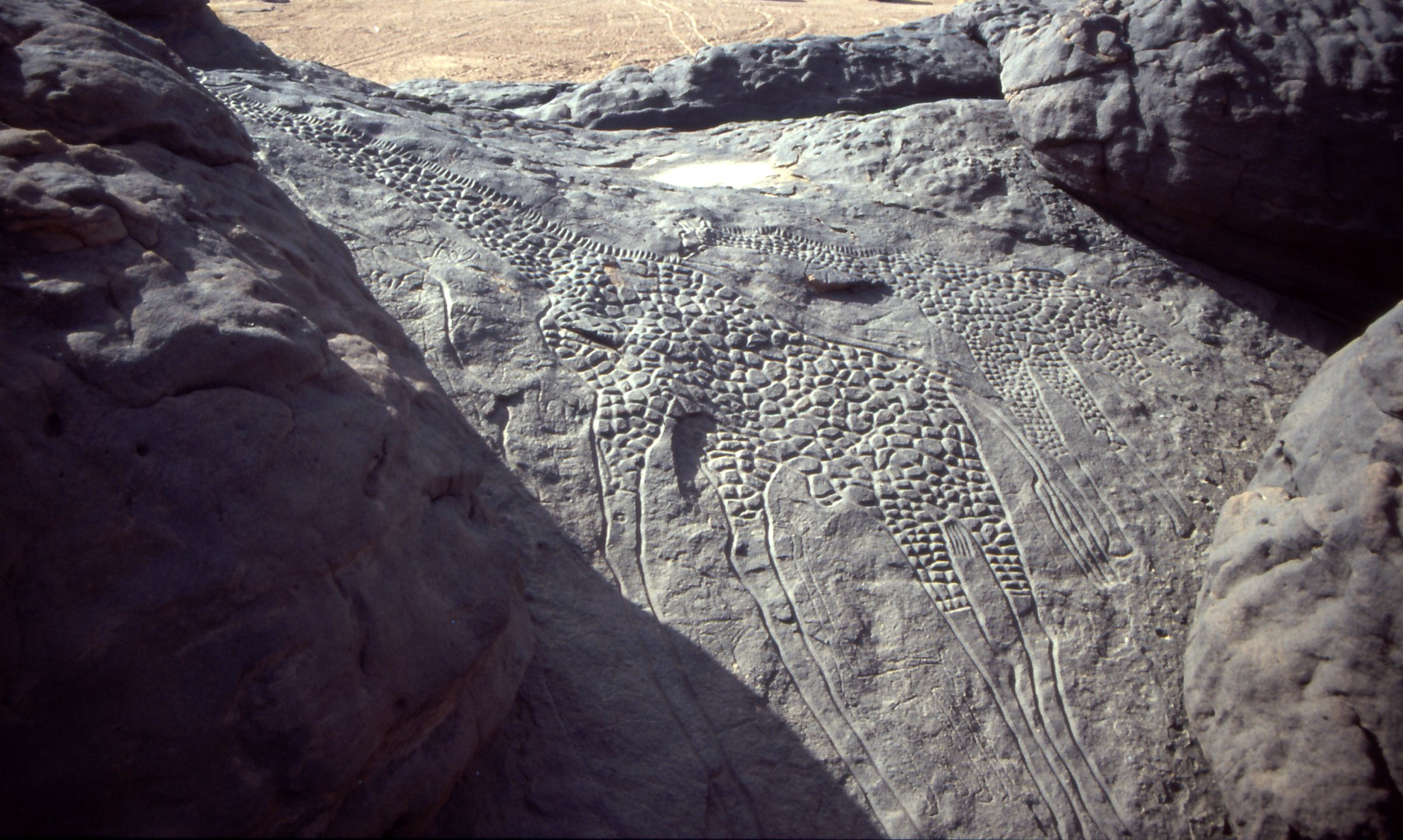
Dabous-Giraffen, Felsgravur in Niger, ca. 7.000 bis 10.000 Jahre alt

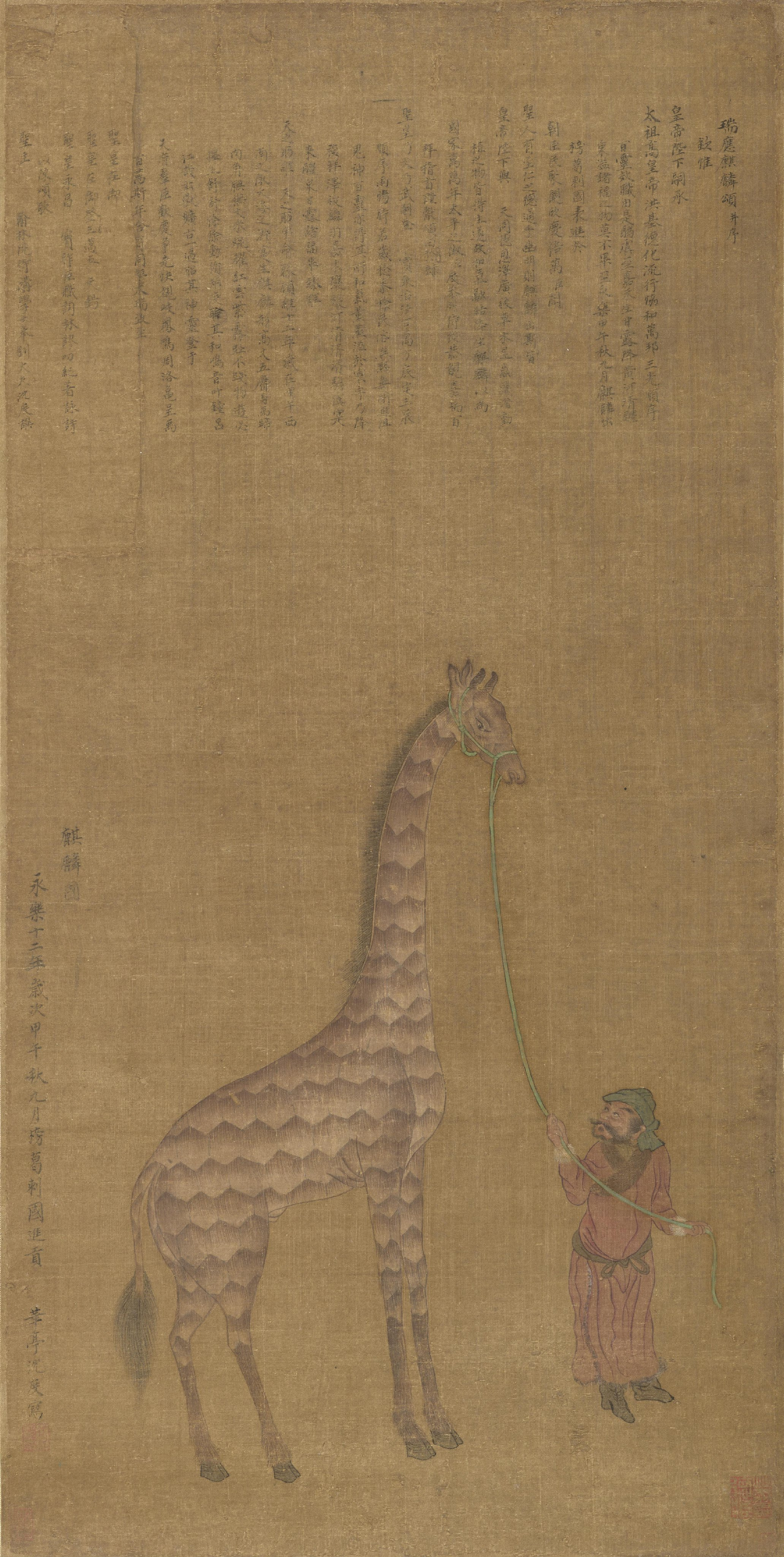
Eine Giraffe als Tribut des Sultans von Bengalen an Kaiser Yongle von China (Ming-Dynastie), gemalt von Shen Du 1414

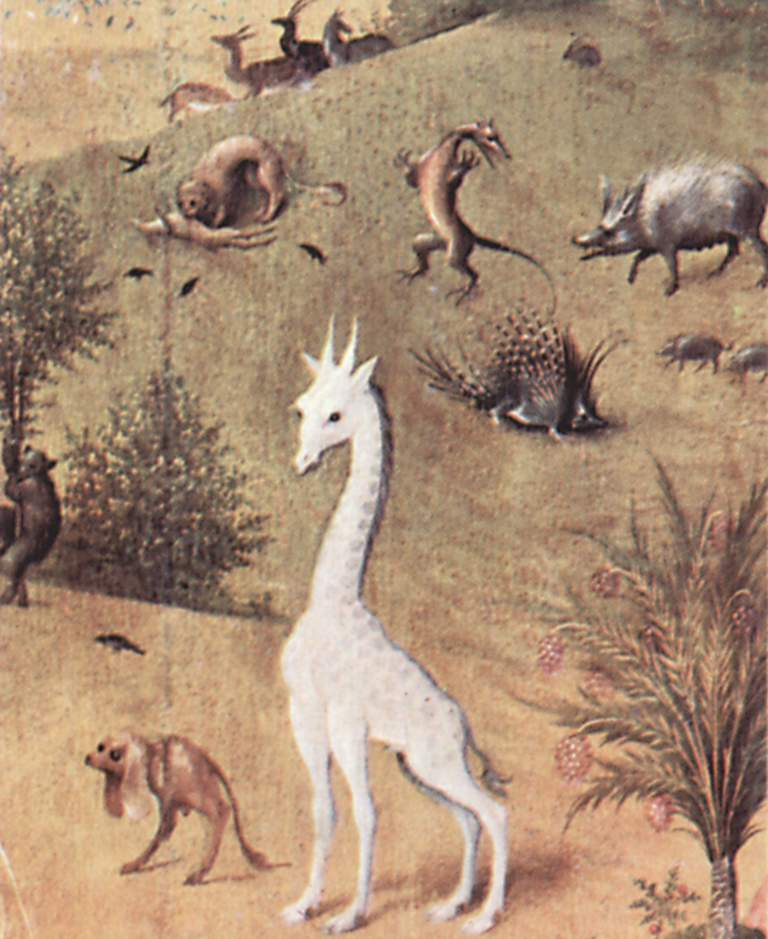
Giraffendarstellung in einem Triptychon von Hieronymus Bosch, ungefähr 1500

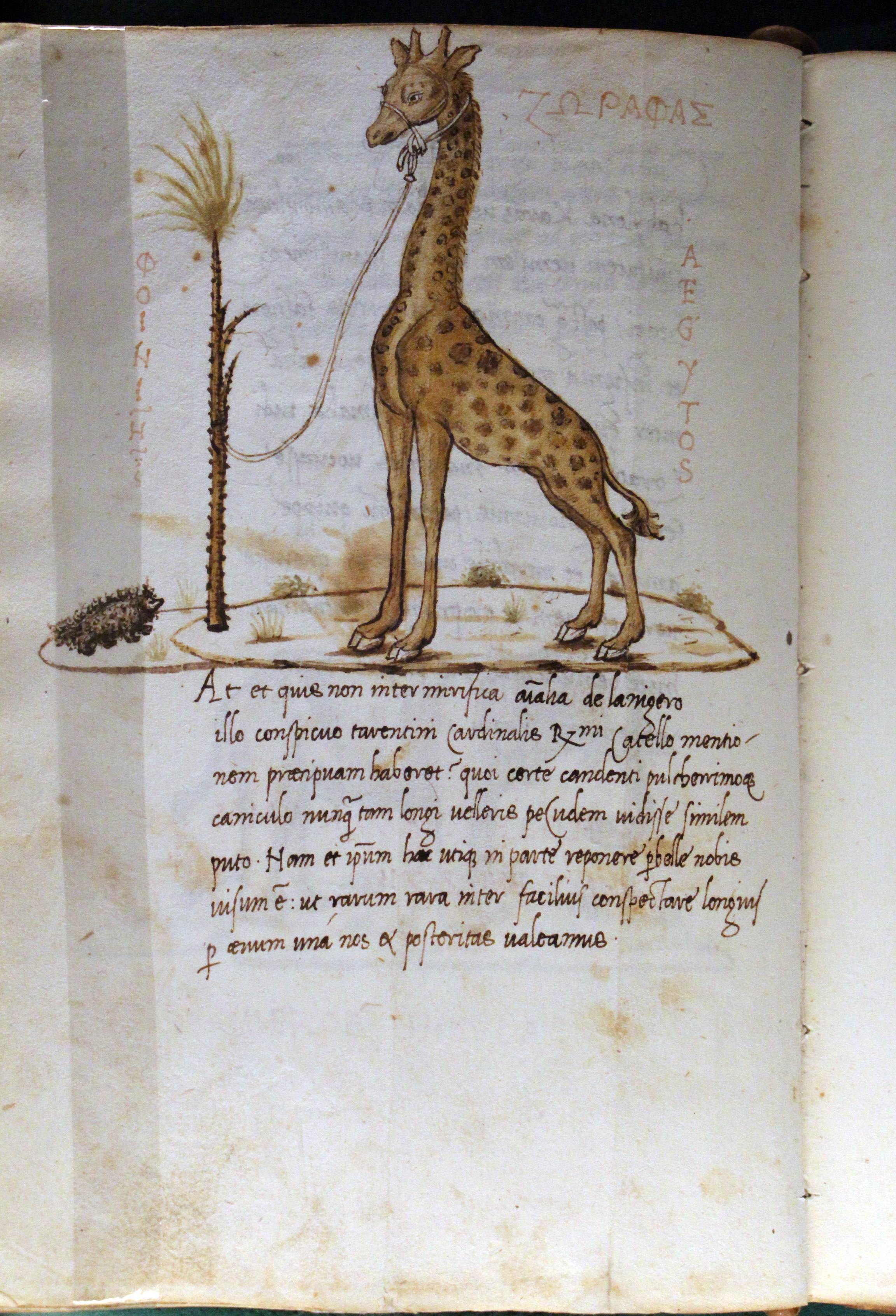
Giraffendarstellung des 15. Jahrhunderts, Biblioteca Medicea Laurenziana – es handelt sich wohl um die Medici-Giraffe

Schon zur Bubalus-Zeit zwischen 10.000 und 6.000 v. Chr. wurde die Giraffe zusammen mit anderem Großwild auf Felsbildern in der heutigen Sahara mit erstaunlicher Detailtreue dargestellt.
Im Alten Ägypten galten Giraffen als Orakelwesen mit schamanischen Zügen. Dem ägyptischen Volksglauben nach warnten Giraffen Mensch und Tier vor gefährlichen Raubtieren und Unwettern. Dieser Glaube geht auf die Fähigkeit der Giraffe zurück, wegen ihrer Größe und der scharfen Augen Artgenossen und Fressfeinde frühzeitig zu erkennen. Das ägyptische Wort, das für Giraffendarstellungen Verwendung fand, lautet ser(u) und bedeutet „erspähen“, „in die Ferne blicken“, aber auch (symbolisch) „vorhersagen“. Giraffen waren bereits in der Prädynastischen Epoche (4000–3032 v. Chr.) in Ägypten selten, weshalb sie bevorzugt lebend gefangen und an den Hof des Pharao gebracht wurden. Auch in späteren Dynastien sind Darstellungen von Giraffen eher spärlich belegt, was die Seltenheit der Tiere unterstreicht. Lebende Giraffen mussten offenbar aus Ländern wie Nubien und Somalia importiert werden.
Bekannte Darstellungen von Giraffen finden sich auf prädynastischen Prunkpaletten sowie im Grab des hohen Beamten Rechmire der 18. Dynastie. Auf den Prunkpaletten sind flüchtende Tiere während einer Jagd oder als Wappentiere zu sehen. Im Grab des Rechmire werden gefesselte Tiere aus Punt vorgeführt. Neben anderen Tierarten wird die Giraffe in der Ägyptologie als mögliches Gestaltungsvorbild für die Gottheit Seth angesehen. Als Hieroglyphe fand die Giraffe Eingang in die Gardiner-Liste unter dem Code E27.
Das deutsche Wort Giraffe wurde (über die Vermittlung des Italienischen) aus dem Arabischen (زرافة zarāfa) entlehnt. Frühere Erklärungen übersetzten das arabische Wort mit „die schnell Gehende“ oder sahen den Ursprung im arabischen Wort xirapha, welches für eine „anmutige Erscheinung“ steht.  Im Arabischen ist das Wort Giraffe jedoch selbst ein Fremdwort, welches letztlich wohl auf eine zentralafrikanische Sprache zurückgeht. Die erste Giraffe in Europa ließ Julius Caesar 46 v. Chr. nach Rom bringen. Die Römer nannten die Giraffe camelopardalis, weil sie sich durch sie an eine Mischung aus Kamel und Leopard erinnert fühlten. Daher rührt auch der wissenschaftliche Name Giraffa camelopardalis. Zeitweise wurde sie auch im Deutschen Kamelopard oder Kamelparder genannt. Der arabische Weltreisende und Geograph Al-Masudi weiß im 10. Jahrhundert über sie folgendes zu berichten:

„Über die Entstehung dieser Tierart gehen die Meinungen auseinander: Einige sind der Ansicht, daß sie ursprünglich vom Kamel abstammt, andere meinen, sie sei das Ergebnis einer Kreuzung zwischen Kamel und Leopard, und wieder andere glauben, dass es sich um eine völlig eigene Tierart handelt, wie Pferd, Esel und Rind […]. Schon den persischen Königen wurden Giraffen aus Nubien zum Geschenk gemacht, wie man sie dann auch zu den arabischen Königen, den abbasidischen Kalifen und zu den Statthaltern in Ägypten brachte.“

Die nordafrikanischen Populationen wurden früh von Römern und Griechen bejagt. Gelegentlich wurden Giraffen von den Römern für Tierschauen im Kolosseum eingesetzt. Im Jahr 1486 erreichte eine Giraffe als Geschenk an die Medici Florenz, das Tier starb aber kurze Zeit nach seiner Ankunft. Insgesamt war die Giraffe jedoch in Europa bis weit in die Neuzeit wenig bekannt.
Auf Bitte des französischen Naturgeschichtemuseums in Paris wurde Zarafa, die erste lebende Giraffe in Europa in neuerer Zeit, im Oktober 1826 als Geschenk des ägyptischen Vizekönigs an den König Frankreichs nach Marseille gebracht. Von dort wurde die Giraffe nach Paris transportiert, wo sie im Juni 1827 ankam. Sie stieß auf allergrößtes Interesse, und das Museum hatte in den ersten sechs Monaten 600.000 Besucher. Balzac beschrieb später in der Zeitung La Silhouette das Nachlassen des Interesses. Die Giraffe wurde 21 Jahre alt.
Giraffen waren wahrscheinlich ein häufiges Ziel für Jäger in ganz Afrika. Die langen Sehnen wurden für Bogensehnen und Musikinstrumente verwendet, die Felle galten bei vielen Völkern als Statussymbole. Das Fleisch ist zäh, aber genießbar. Die Jagdmethoden der Afrikaner konnten die Bestände aber nicht gefährden. Mit der Ankunft weißer Siedler wurden Giraffen aus reinem Vergnügen gejagt. Großwildjäger rühmten sich mit der Zahl erlegter Giraffen, und in vielen Gegenden wurden die Tiere rapide seltener. Heute sind Giraffen fast überall selten. Nur in den Staaten Ostafrikas gibt es reichhaltige Bestände. Allein im Serengeti-Nationalpark leben etwa 13.000 Giraffen. In Südafrika wurden sie in zahlreichen Bereichen ihres ursprünglichen Verbreitungsgebietes wieder eingeführt.  Die Weltnaturschutzunion IUCN führt die Giraffen in ihrem Gesamtbestand seit Dezember 2016 in der Roten Liste als „gefährdet“, sie unterscheidet derzeit (Stand Dezember 2017) nicht in verschiedene Arten. Zuvor war der Bestand „nicht gefährdet“. Die Gesamtzahl der Individuen war von etwa 163.000 im Jahr 1985 auf unter 100.000 im Jahr 2015 zurückgegangen. Zum Schutz der Tiere wurde von der Giraffe Conservation Foundation (GCF) der 21. Juni zum „Weltgiraffentag“ deklariert. Eine ungewöhnliche Ansiedlung von Giraffen fand 1976 im Calauit Game Preserve and Wildlife Sanctuary auf den Philippinen statt.
Population
Folgende Tabelle zeigt die Bestandsentwicklung der Giraffen nach Angaben der IUCN. Etwas abweichend davon gibt die Giraffe Conservation Foundation ebenfalls Bestandszahlen an.
| Art                                    | Unterart                                        | Bestandsschätzung 1960er bis 1990er Jahre | Bestandsschätzung 2016 |
| -------------------------------------- | ----------------------------------------------- | ----------------------------------------- | ---------------------- |
| Nord-Giraffe (Giraffa camelopardalis)  | Kordofan-Giraffe (G. c. antiquorum)             | 3700                                      | 2000                   |
| Nord-Giraffe (Giraffa camelopardalis)  | Nubische Giraffe (G. c. camelopardalis)         | 20.580                                    | 650                    |
| Nord-Giraffe (Giraffa camelopardalis)  | Westafrikanische Giraffe (G. c. peralta)        | 50                                        | 400                    |
| Nord-Giraffe (Giraffa camelopardalis)  | Netzgiraffe (G. c. reticulata)                  | 36.000–47.750                             | 8660                   |
| Nord-Giraffe (Giraffa camelopardalis)  | Uganda-Giraffe (G. c. rothschildi)              | 1330                                      | 1670                   |
| Nord-Giraffe (Giraffa camelopardalis)  | G. c. senegalensis                              | ?                                         | †                      |
| Süd-Giraffe (Giraffa giraffa)          | Kap-Giraffe (G. g. giraffa) (+G. g. angolensis) | 8000 (+10.000)                            | 21.390 (+17.550)       |
| Süd-Giraffe (Giraffa giraffa)          | Transvaal-Giraffe (G. g. wardi)                 | ?                                         | ?                      |
| Massai-Giraffe (Giraffa tippelskirchi) | Thornicroft-Giraffe (G. t. thornicrofti)        | 600                                       | 600                    |
| Massai-Giraffe (Giraffa tippelskirchi) | Massai-Giraffe (G. t. tippelskirchi)            | 66.450                                    | 31.610                 |